# IPad
iPad ist der Markenname einer Tabletcomputer-Reihe des US-amerikanischen Unternehmens Apple, die sich durch einen berührungsempfindlichen kapazitiven Bildschirm mit Multi-Touch-Gesten bedienen lässt. Die iPad-Produktlinie besteht aus dem ursprünglichen iPad, das mittlerweile das Einsteigermodell darstellt, dem kleineren iPad mini, dem leichteren und dünneren iPad Air und dem Flaggschiff-Modell iPad Pro. 2019 wurde das bis dahin für iPads verwendete Betriebssystem iOS, das auch für iPhones und iPod touchs verwendet wird, durch das an Tablets angepasste iPadOS ersetzt. Der Name setzt sich aus dem für Apple-Produkte typischen kleinen „i“ und pad – englisch für ‚Notizblock‘ – zusammen.
Bis September 2020 wurden über 500 Millionen iPads verkauft, was Apple zum Marktführer im Tabletcomputer-Bereich macht. Aufgrund seiner Popularität wird der Begriff „iPad“ auch als Gattungsname für Tabletcomputer verwendet.

## Beschreibung und Technik
Alle iPads sind Tabletcomputer mit Aluminiumgehäuse, die primär über einen berührungsempfindlichen Bildschirm gesteuert werden. Wie auch bei iPhones bis iPhone 5 und dem iPhone SE und iPod touch gibt es am oberen Gehäuserand einen Ein- und Ausschalter, an der rechten Gehäuseseite sind zwei Tasten verbaut, um die Lautstärke zu steuern, bis einschließlich zum iPad Air gab es auch noch einen Sperrschalter, der entweder die räumliche Ausrichtung des Geräte sperrt oder den Ton stummschaltet. Die Home-Taste ist mittig unterhalb des Bildschirms platziert und pausiert Anwendungsprogramme, beziehungsweise startet bei einem Doppelklick eine „App-Umschalter“ (englisch App switcher) genannte Übersicht über die laufenden und zuletzt benutzen Anwendungen. Neben einem Lautsprecher verfügen alle iPads über 3,5-mm-Headsetanschlüsse außer dem iPad Pro der 3. Generation von 2018. Mit Ausnahme des iPad der 1. Generation besitzen alle Geräte eine Front- und Rückkamera.
Grundsätzlich gibt es in jeder iPad-Modellreihe ein Gerät nur mit WLAN und eins mit WLAN und Mobilfunkmodem. Dabei ist über die Mobilfunktechnik jedoch kein Telefonat führbar. Die Akkulaufzeit aller Geräte wird von Apple im WLAN-Betrieb mit zehn Stunden, im Mobilfunkbetrieb mit bis zu neun Stunden angegeben (Stand: 2015). Alle Geräte arbeiten mit einem eigens von Apple entwickelten SoC, als Betriebssystem kommt seit 2019 iPadOS zum Einsatz.

## Geschichte
Apple produzierte bis 1998 PDAs der Produktreihe Newton. Ab 2000 arbeitete das Unternehmen an einem neuen Tablet-Konzept, wobei die Entwicklungen zwischenzeitlich immer wieder eingestellt wurden. Aus diesem Projekt gingen 2007 das iPhone und 2010 das iPad hervor. Der Verkauf des ersten iPad begann am 3. April 2010 in den USA. In Deutschland und in der Schweiz kam das iPad am 28. Mai 2010 auf den Markt, in Österreich war es ab 23. Juli 2010 erhältlich. Das beim Verkaufsstart vorinstallierte Betriebssystem war das iOS 3.2.
Als erste Stadt in den USA setzt seit 2011 die Stadt Auburn iPads in großem Umfang als Unterrichtsmittel an Grundschulen ein. Kritiker glauben jedoch, dass Kinder in diesem Alter ein iPad schlichtweg nicht benötigen.
Am 17. Februar 2012 reichte das chinesische Unternehmen Proview Electronics in den USA eine Klage ein, mit der Apple die Namensrechte für das iPad in China streitig gemacht wurden. Am 23. Februar 2012 lehnte ein chinesisches Gericht die Forderung des Unternehmens ab, dem iPad-Verkauf in China Einhalt zu gebieten. Im Juli desselben Jahres legten Apple und Proview ihren Rechtsstreit endgültig bei, indem sich Apple zur Zahlung einer pauschalen Gebühr für die Nutzung der Marke „iPad“ bereit erklärte. Nachdem im Jahr 2009 lediglich 55.000 US-Dollar für die Marke entrichtet wurden, lizenzierte Apple die Marke von Proview nun für einen Betrag von 60 Millionen US-Dollar. Apple darf das iPad im Gegenzug seither dauerhaft und uneingeschränkt unter der bisherigen Bezeichnung in China verkaufen.
Die Endmontage der einzelnen Hardwarekomponenten übernimmt das taiwanische Unternehmen Foxconn.

### iPad

#### iPad (2010)

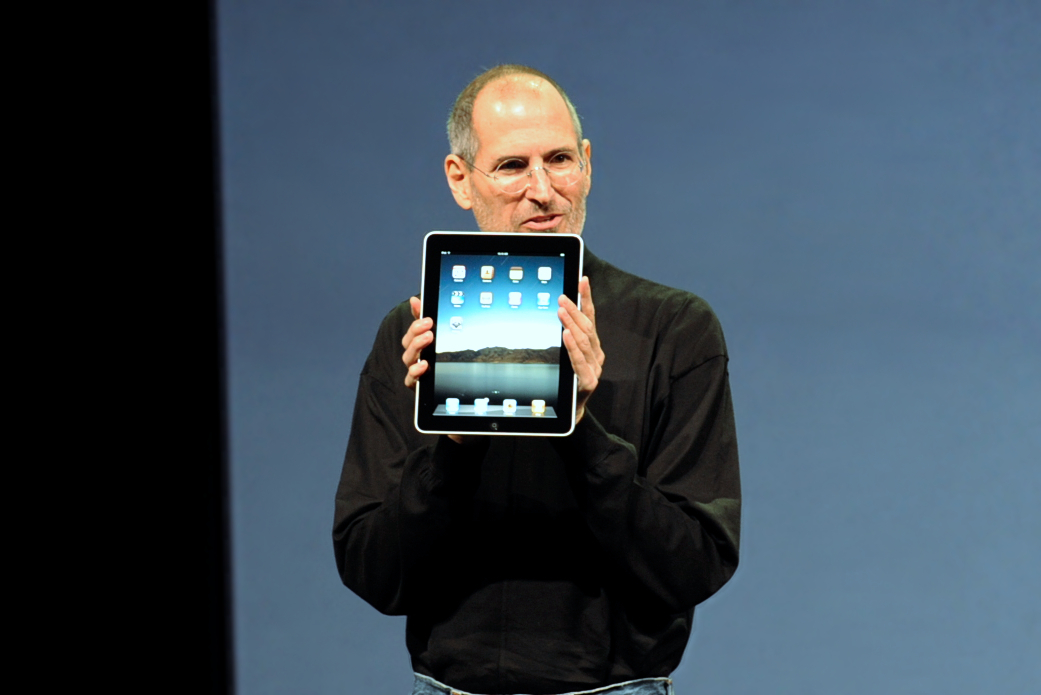
Steve Jobs während der Präsentation des ersten iPad am 27. Januar 2010

Steve Jobs präsentierte das erste iPad am 27. Januar 2010 im Yerba Buena Center for the Arts in San Francisco auf einer Keynote vor Vertretern der internationalen Presse. Als SoC fungierte erstmals der Apple A4. Dieser enthält einen Cortex-A8-Prozessor und 256 MB Arbeitsspeicher. Der 24,6 cm (9,7 Zoll) große Touchscreen (IPS-Display) funktioniert wie beim iPhone kapazitiv und reagiert auf Multi-Touch-Gesten. Der Bildschirm ist hintergrundbeleuchtet; die Helligkeit kann sich über einen Umgebungslichtsensor automatisch an die umgebenden Lichtverhältnisse anpassen. Das Gerät hat einen Beschleunigungssensor auf Siliziumbasis, der Anwendungen steuern kann und den Bildschirminhalt an die Lage des Geräts anpasst. Apple gibt die Laufzeit des fest eingebauten Akkus mit bis zu zehn Stunden und die Standbyzeit mit mehreren Wochen an. Die Lebenszeit des Akkus soll fünf Jahre betragen.
Der Präsentation waren monatelange Spekulationen in den Medien und Blogs vorausgegangen, unter anderem um den Namen für das Gerät – hier war meist iSlate (von engl. slate für „Schiefertafel“) erwartet worden.
Der von Jobs auf Ende März 2010 datierte Verkaufsstart der Wi-Fi-Versionen in den USA wurde später auf den 3. April verschoben. Der erste Käufer weltweit war Richard Gutjahr aus Deutschland. Versionen für Wi-Fi und 3G (UMTS bzw. CDMA) erschienen in den USA Ende April 2010 und weltweit im Sommer 2010.

#### iPad 2 (2011)

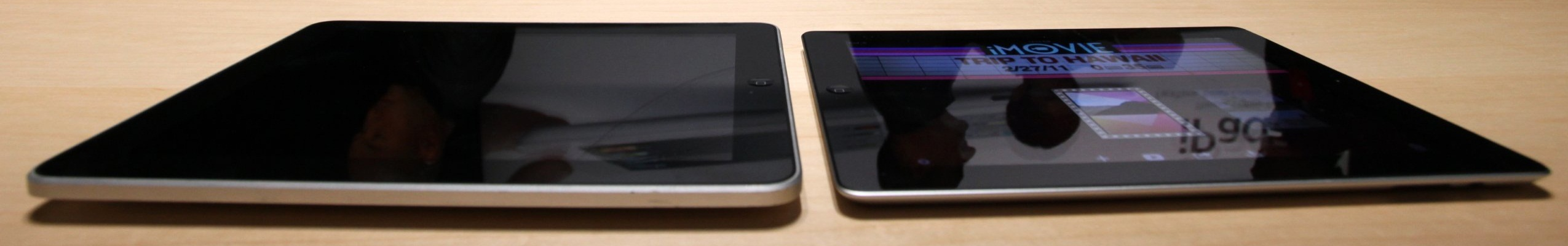
iPad und iPad 2 im Größenvergleich

Das „iPad 2“ stellte Steve Jobs am 2. März 2011 erneut im Novellus Theater vor. Als SoC dient der Apple-A5. Die Auflösung (1024 × 768 Pixel) und Displaygröße (9,7 Zoll) blieben im Vergleich zum Vorgängermodell gleich und entsprachen damit der des EVGA-Standards. Die Rückseite ist auch weiterhin aus Aluminium. Zur Ausstattung gehören jeweils eine Kamera auf der Vorder- und der Rückseite. Eine Variante verfügt zudem über ein Mobilfunkmodem; diese Geräte enthalten eine A-GPS-Funktion. Das Gerät war mit 16, 32 oder 64 GB Flash-Speicher und in den Farben Schwarz und Weiß erhältlich. Der Verkaufsstart war in den USA am 11. März 2011 und in Europa am 25. März 2011. Am 18. März 2014 wurde der Verkauf des iPad 2 eingestellt. An dessen Stelle rückte das iPad der 4. Generation, das ab diesem Zeitpunkt nur noch in der 16-GB-Variante verfügbar war.

#### iPad (3. Generation, Frühjahr 2012)
Die Vorstellung der dritten iPad-Generation, seinerzeit „das neue iPad“ genannt, fand am 7. März 2012 im Yerba Buena Center in San Francisco unter Leitung Tim Cooks statt. Das Gerät entspricht in den äußeren Abmessungen dem Vorgänger, ist aber mit 9,4 Millimetern 0,6 mm dicker. Es verfügt über eine 5-Megapixel-Kamera, die neben Fotos auch Videos mit 1080p und 30 Frames aufzeichnen kann. In Nordamerika ist beim iPad der 3. Generation LTE nutzbar, in Europa steht es nicht zur Verfügung. Diese Gerätegeneration besitzt zusätzlich zum Apple-A5X-SoC ein 264-ppi-Retina-Display mit einer Auflösung von 2048 × 1536 Pixeln. Weiterhin wurde eine Diktierfunktion für Texte integriert. Ab iOS 6 ist die Sprachsteuerung Siri nutzbar. Das iPad der 3. Generation war in den Farben Schwarz und Weiß, in drei Speicherkapazitäten mit 16, 32 oder 64 GB und entweder mit WLAN oder WLAN und Mobilfunknetz verfügbar. Der Verkauf begann in den Vereinigten Staaten, Deutschland, der Schweiz und sieben weiteren Ländern am 16. März 2012, eine Woche später folgten weitere Länder wie Österreich, Italien und Spanien. Am 26. Oktober 2012 startete Apple die Vorbestellungsmöglichkeit für das Nachfolgemodell, das das iPad der 3. Generation ersetzte.

#### iPad (4. Generation, Herbst 2012)
Das iPad der vierten Generation wurde am 23. Oktober 2012 im California Theatre in San José als „iPad mit Retina Display“ vorgestellt. Die Abmessungen entsprechen denen des iPad der 3. Generation, es besitzt aber einen Lightning-Anschluss. LTE stellt das iPad der 4. Generation auch im 1,8-GHz-Frequenzband zur Verfügung. Die Frontkamera-Auflösung wurde auf 1,2 Megapixel angehoben, die Kamera kann Videos in 720p und Fotos mit 1280 × 1024 Pixeln aufnehmen, die Rückkamera-Auflösung beträgt 5 Megapixel. Darüber hinaus besitzt das Gerät das Apple-A6X-SoC. Apple legte Ende Januar 2013 eine 128-GB-Variante nach. Der Verkauf wurde von Oktober 2013 bis März 2014 ausgesetzt, bevor er im Oktober 2014 endgültig eingestellt wurde.

#### iPad (5. Generation, 2017)
Das iPad (2017) der fünften Generation wurde am 21. März 2017 vorgestellt und konnte ab dem 24. März 2017 vorbestellt werden. Es ersetzte das iPad Air 2 und war somit das günstigste Modell. Die hauptsächliche Neuerung bestand im schnelleren Apple-A9-System-on-a-Chip, der schon in den iPhones 6s, 6s Plus und SE eingebaut war. Das 9,7 Zoll große Retina-Display löste mit den bekannten 2048 × 1536 Pixeln auf, was zu einer Pixeldichte von 264 ppi führte. Das Gerät unterstützt den WLAN-Standard 802.11ac (Wi-Fi 5) und Bluetooth 4.2. Verbaut sind zwei Kameras – eine 8-Megapixel-Hauptkamera auf der Rückseite, die in 1080p mit 30 fps oder 720p und 120 fps Videos aufnehmen kann, sowie eine 1,2-MP-Frontkamera. Es steht in den Farben Silber, Gold und Space Grau und den Speichergrößen 32 GB und 128 GB zur Verfügung. Die unverbindliche Preisempfehlung betrug 399 € / 387.95 CHF bzw. 499 € / 497.60 CHF je nach Größe des Speichers. Einen SIM-Kartenschacht, der 4G-Mobilfunkkonnektivität ermöglicht, lässt sich für zusätzlich je 160 € / 149.55 CHF hinzufügen.

#### iPad (6. Generation, 2018)
Am 27. März 2018 wurde auf einer Pressekonferenz mit dem Titel „Let’s take a field trip.“ das nächste Modell des günstigsten iPad vorgestellt. Es verfügt über einen schnelleren und effizienteren Apple-A10-Fusion-System-on-a-Chip und unterstützt wie das iPad Pro den Apple Pencil. Neben Silber und Space Grau ist es in einem neuen Goldton erhältlich, welcher an den des iPhone 8 angeglichen wurde und eine Mischung aus dem Gold und dem Roségold des iPad Pro 10,5″ ist. Die Speichergrößen betragen weiterhin 32 und 128 GB. Im Gegensatz zu den USA, wo die Preise unverändert blieben, wurde das iPad in Deutschland, Österreich und der Schweiz günstiger. So kostet es bei Apple je nach Speichergröße 349 € / 379 CHF bzw. 439 € / 489 CHF. Die Aufrüstung mit einem 4G-Modul kostet jetzt 130 € / 150 CHF. Dieses unterstützt nun LTE-A Cat6, was gegenüber dem Vorgänger doppelt so hohe Downloadgeschwindigkeiten (300 Mbps) ermöglicht.

#### iPad (7. Generation, 2019)
Am 10. September 2019 wurde auf der Apple-Keynote das neuste Modell des günstigsten iPad vorgestellt. Das Display wurde von 9,7″ auf 10,2″ vergrößert. Neu ist die Unterstützung von Apples Smart Keyboard über den Smart-Connector. Die Speichergrößen betragen weiterhin 32 und 128 GB. Der Arbeitsspeicher wurde von 2 GB auf 3 GB erweitert. Die Preise wurden gegenüber der 6. Generation leicht erhöht. Die beiden Speichervarianten kosten jetzt 379 € beziehungsweise 479 €, das 4G-Model kostet 140 € Aufpreis.

#### iPad (8. Generation, 2020)
Am 18. September 2020 wurde auf einer virtuellen Apple-Keynote das Nachfolgermodell des iPad 2019 vorgestellt. Neu ist die Verwendung eines A12-SoC anstelle eines A10. Ihm stehen weiterhin 3 GB RAM zur Verfügung. Auch die Speichergrößen von 32 und 128 GB und der Preis sind unverändert.

#### iPad (9. Generation, 2021)
Am 14. September 2021 wurde auf einer Apple-Keynote das Nachfolgemodell des iPad 2020 vorgestellt. Das ansonsten unveränderte Display unterstützt jetzt True Tone. Die Frontkamera ist nun dasselbe 12-Megapixel-Ultraweitwinkel-Modul mit Folgemodus wie im iPad Pro 2021, verglichen mit der einfacheren 1,2-Megapixel-Kamera des Vorgängers. Es hat einen A13-Bionic-SoC. Die Speichergrößen wurden auf 64 GB und 256 GB verdoppelt. Der Preis für die 64-GB-Speichervariante beträgt 379 €, womit der Einstiegspreis des Vorgängers trotz doppeltem Speicher beibehalten wurde. Die 256-GB-Variante kostet 549 € (verglichen mit 128 GB für 479 € beim Vorgänger). Das 4G-Modul kostet 140 € Aufpreis. Die goldene Variante entfällt, die silberne besitzt nun eine Front mit schwarzem Displayrahmen, wie es bei Space Grau auch der Fall ist. Am 19. Oktober 2022 hat Apple die Preise auf 429 € und 629 € je nach Speicher erhöht. Mobilfunkunterstützung kostet von da an 170 € Aufpreis.

#### iPad (10. Generation, 2022)
Am 18. Oktober 2022 wurde das iPad 10 zusammen mit neuen iPad Pros über eine Pressemitteilung vorgestellt. Das Design ähnelt dem iPad Air der 4. und 5. Generation, jedoch mit etwas größeren Rändern. Mit dieser Änderung einher geht der Wechsel zum Design mit flachen Kanten. Der 3,5-mm-Klinkenanschluss entfällt. Ebenfalls entfällt der Home Button, TouchID befindet sich jetzt im Anschaltknopf. Der Ladeanschluss wurde von Lightning zu USB-C gewechselt. Der Apple Pencil der ersten Generation ist weiterhin kompatibel. Aufgrund der verschiedenen Anschlüsse lässt er sich nicht mehr direkt am Gerät laden und verbinden. Stattdessen wird ein USB-C auf USB-C und ein USB-C-zu-Lightning-Adapter benötigt. Bei neu produzierten Apple Pencil der ersten Generation liegt dieser Adapter bei. Ansonsten muss der Adapter separat erworben werden. Alternativ wird ein neuer Logitech Crayon mit USB-C angeboten. Das Display ist nun 10,9 Zoll groß, alle anderen Eigenschaften wurden vom Vorgänger übernommen. Dadurch ist es weiterhin etwas dicker als die anderen iPads, der Unterschied ist jedoch nicht mehr so groß. Die Kamera auf der Rückseite wurde verbessert. Sie ragt nun heraus und ist nicht mehr flach mit dem Gehäuse. Die Frontkamera ist nun an der langen Seite angebracht. Als SoC wird der Apple A14 Bionic mit 4 GB Arbeitsspeicher verwendet. Die Farbe Spacegrau entfällt, Silber wird weiterhin angeboten, zusätzlich zu Blau, Pink und Gelb. Der Smart Connector befindet sich weiterhin an der langen Seite (gegenüber der Frontkamera), statt auf der Rückseite wie beim iPad Air und iPad Pro. Damit ist es nicht mit deren Zubehör wie dem Magic Keyboard kompatibel. Stattdessen bietet Apple eine andere Tastaturhülle an, die aus zwei Teilen besteht, das sogenannte Magic Keyboard Folio. Ein Teil wird an der Rückseite befestigt und bietet einen ausklappbaren Standfuß. Der andere Teil beinhaltet die Tastatur. Diese hat, im Gegensatz zum Magic Keyboard, Funktionstasten. Das Magic Keyboard Folio kostet bei Apple 299 €. Das iPad selbst kostet 579 € für 64 GB und 779 € für 256 GB. Die Variante mit Mobilfunkunterstützung kostet jeweils 200 € mehr.

#### iPad (11. Generation, 2025)
Am 12. März 2025 wurde das iPad 11 vorgestellt. Es besitzt folgenden Chip:
- A16 Chip
- 5‑Core CPU
- 4‑Core GPU
- 16‑Core Neural Engine

(abgespeckte Version vom iPhone 14 Pro).
Als einzige Schnittstelle ist USB vorhanden. Für die Grundvariante des iPads ist Apple Intelligence nicht verfügbar. Der Speicher des Einstiegsmodells ist auf 128 GB gestiegen. Das Tablet hat weiterhin ein 10,9 Zoll großes Display. Der Verkaufspreis für die einfachste Variante beginnt bei 399 €. iPads mit größerem Speicher (256 oder 512 GB) kosten 529 € bzw. 779 €. Verfügbar sind die Geräte in den Farben blau, pink, gelb und silber. Als Eingabestift kann nur der Apple Pencil mit USB-C und der Apple Pencil der 1. Generation eingesetzt werden.

### iPad Air

#### iPad Air (2013)
Am 22. Oktober 2013 wurde von Phil Schiller mit dem „iPad Air“ das fünfte Gerät der iPad-Reihe vorgestellt. Das Design hat sich dem Stil des iPad mini angepasst. Im Vergleich zum iPad der 4. Generation wurden die Abmessungen und das Gewicht reduziert. Neu waren auch das 64-Bit-Apple-A7-SoC und erweiterte LTE-Fähigkeiten, womit die Unterstützung der LTE-Netze von Vodafone, O2 und der Deutschen Telekom gewährleistet war. Zudem führte Apple die WLAN-Technologie MIMO ein. Außerdem verfügt es über ein Stereomikrofon. Die seit dem iPad 1 verbauten Mikrofone konnten nur Einkanaltonspuren aufzeichnen. Bei der Einführung am 1. November 2013 war das iPad Air in vier Speichergrößen verfügbar (16, 32, 64 und 128 GB). Nach der Einführung des Nachfolgers iPad Air 2 im Jahr 2014 verkaufte Apple das Vorgängermodell nur noch mit den Speichergrößen 16 und 32 GB. Es gibt insgesamt drei Varianten des iPad Air: WiFi, WiFi + Cellular (als CDMA-Variante für den nordamerikanischen Markt) und WiFi + Cellular (mit GSM-Modem und anderen unterstützten LTE-Bändern, unter anderem für Deutschland), die in 41 Ländern erhältlich sind.

#### iPad Air 2 (2014)
Das iPad Air 2 wurde am 16. Oktober 2014 vorgestellt. Neuerungen sind das mit 6,1 mm noch dünnere Gehäuse, das nun auch in der Farbe Gold erhältlich ist, das schnellere A8X-SoC, eine neue 8-Megapixel-Kamera mit Zeitlupenfunktion auf der Rückseite des Tablets, der schnellere WLAN-Standard 802.11ac sowie der Touch-ID-Sensor, den Apple bereits im iPhone 5s eingebaut hatte. Außerdem wurde erstmals bei einem iPad auf einen mechanischen Stummschalter an der Seite des Gerätes verzichtet. Wie auch das iPhone 6 besitzt das iPad Air 2 ein Barometer. Bei den Speichervarianten nahm Apple im Vergleich zum Vorgänger die 32-GB-Variante aus dem Programm, somit ist das iPad Air 2 nur in den Speichergrößen 16, 64 und 128 GB verfügbar. Damit einhergehend wurden auch die Preise der 64- und 128-GB-Varianten im Vergleich zum Vorgänger um 100 € gesenkt.
Das iPad Air 2 war einen Tag nach der Keynote am 17. Oktober 2014 auf der Apple-Seite vorbestellbar. Seit Einführung der kleineren Variante des iPad Pro im März 2016 wurde die 128-GB-Variante aus dem Sortiment genommen und der Preis der 16- und 64-GB-Modelle um jeweils 50 € gesenkt. Im September 2016 wurden die 16- und 64-GB-Varianten durch 32- und 128-GB-Varianten ersetzt und die Preise leicht gesenkt. Die Preise lagen bei 429 € für 32 GB und 539 € für 128 GB. Der offizielle Verkauf des iPad Air 2 wurde am 21. März 2017 zugunsten des iPad (5. Generation) eingestellt.

#### iPad Air (3. Generation, 2019)
Die dritte Generation des iPad Air wurde am 18. März 2019 ohne große Vorstellung im Apple Store zum Verkauf angeboten. Das Air hat ein 10,5-Zoll-Display, wie man es vom iPad Pro (2. Generation) kennt, das nun auch True Tone und den P3-Farbraum unterstützt. Anders als bei den iPad Pros (3. Generation) ist nur ein klassischer Fingerabdrucksensor im Homebutton verbaut. Als Chip wird der Apple A12 Bionic wie bei den iPhones von 2018 eingesetzt, bei dem 3 GB Arbeitsspeicher zur Seite stehen. Neu unterstützt das iPad Air den Apple Pencil der ersten Generation. Dadurch, dass nun ein Smart Connector wie bei den iPad Pros verbaut wurde, kann zusätzlich das Smart Keyboard verwendet werden. Die Auflösung der Frontkamera wurde von 1,2 auf 7 Megapixel erhöht.

#### iPad Air (4. Generation, 2020)
Die vierte Generation des iPad Air wurde am 15. September 2020 auf dem „Apple September Event“ vorgestellt, es hat einen Bildschirm von 276,9 mm (10,9 in) und die gleiche Hauptkamera mit 12 Megapixel Auflösung, die auch im iPad Pro 2020 eingebaut ist. Das Gerät hat eine Frontkamera mit einer Auflösung von 7 Megapixeln, die vor allem bei wenig Licht bessere Bilder liefern soll. Touch ID ist in die obere Taste (Power Button) integriert. Weiter unterstützt das iPad der vierten Generation den „Apple Pencil“ der 2. Generation und ist in fünf unterschiedlichen Gehäusefarben erhältlich. Der Bildschirm mit einer Auflösung von 2360 × 1640 Pixeln unterstützt den Farbraum P3. Das SoC ist der Apple A14, der im 5-nm-Verfahren hergestellt wird. Das Gerät hat Stereolautsprecher und kann mit dem „Apple Magic Keyboard“ benutzt werden. Der Formfaktor wurde weiterhin dem der iPad Pros 2018 und 2020 angeglichen: Die Bildschirmränder sind schmaler als bisher und die Gehäusekanten sind nicht mehr abgerundet.

#### iPad Air (5. Generation, 2022)
Die fünfte Generation des iPad Air wurde am 8. März 2022 vorgestellt. Äußerlich ist es baugleich zum iPad Air der 4. Generation, verfügt jedoch über veränderte Farboptionen. Als SoC kommt der bereits im iPad Pro verwendete Apple M1 zum Einsatz. Er verfügt über eine 8-Kern-CPU und eine 8-Kern-GPU und hat 8 Gigabyte Arbeitsspeicher. Der USB-C Anschluss ist mit 10 Gigabit pro Sekunde doppelt so schnell wie der des Vorgängermodells. Ebenfalls wurde die Frontkamera aktualisiert, sie verfügt nun über eine Auflösung von 12 Megapixeln und unterstützt die Fokussierungstechnik „Center Stage“. Die Cellular-Variante funkt nun auch über den Mobilfunkstandard 5G.

#### iPad Air (6. Generation, 2024)
Die sechste Generation des iPad Air wurde am 7. Mai 2024 vorgestellt. Sie kommt mit dem Apple M2 und ist in zwei Displaygrößen erhältlich: 27,58 cm (10,86 Zoll) mit 2360 × 1640 Pixeln bei 264 ppi und bis zu 500 Nits und 33 cm (13,0 Zoll) mit 2732 × 2048 Pixeln bei 264 ppi und bis zu 600 Nits. Es unterstützt Wi-Fi 6E und Bluetooth 5.3; die Frontkamera befindet sich jetzt an der Längsseite. Der Arbeitsspeicher bleibt bei 8 GB wie beim Vorgängermodell, der Flash-Speicher umfasst jetzt mindestens 128 GB, von denen 115 GB verfügbar sind. Mit Einführung des iPad Pro (7. Generation) stellte Apple auch den Apple Pencil Pro vor. Das iPad Air unterstützt jetzt nur noch den Apple Pencil Pro. Dies war wegen den Verschiebungen der Apple Pencil Magnete notwendig da die Frontkamera nun auf die horizontale Seite verbaut wurde. Der Steckplatz für die SIM-Karte ist entfallen. Ein USB-C Netzteil legt der Hersteller nicht mehr in EU-Staaten bei.

#### iPad Air (7. Generation, 2025)
Die siebte Generation des iPad Air wurde am 4. März 2025 vorgestellt. Sie kommt mit dem Apple M3 und ist ansonsten identisch mit der 6. Generation.

### iPad mini

#### iPad mini (2012)

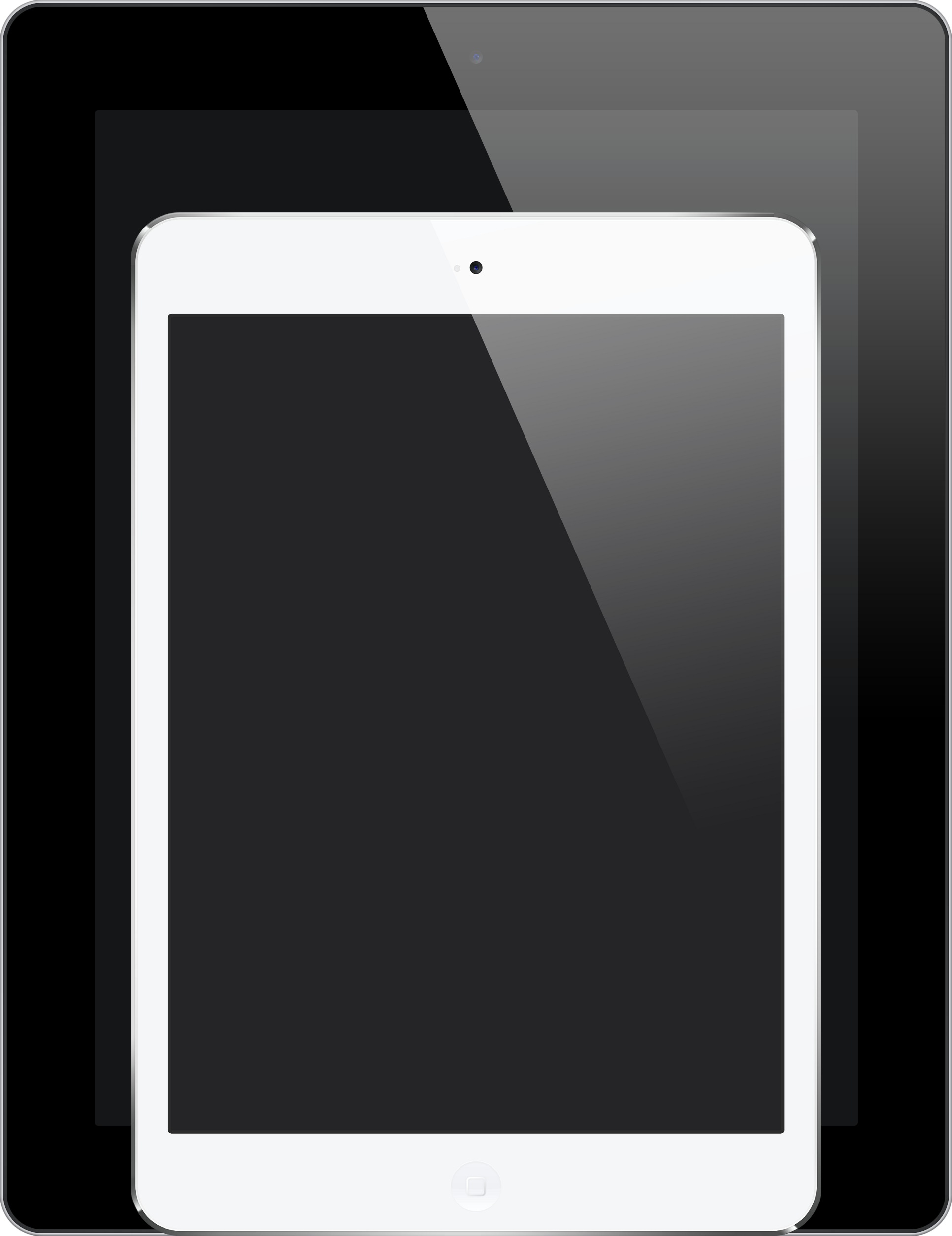
Größenvergleich zwischen dem iPad (3. Generation) und dem iPad mini

Gemeinsam mit dem iPad der vierten Generation wurde am 23. Oktober 2012 eine „iPad mini“ genannte kleinere Version vorgestellt, die über ein 7,9-Zoll-Display mit 1024 × 768 Pixel verfügt. Als Prozessor (SoC) kommt der überarbeitete Apple A5 zum Einsatz. Die Rückkamera löst wie die des iPad (4. Gen.) mit 5 Megapixel auf und filmt in Full-HD; die Frontkamera hat 1,2 Megapixel und filmt in HD. Wie das iPhone 5 verfügt auch das iPad mini über die neue Lightning-Schnittstelle; bisherige externe Zusatzhardware ist somit nur mit Adaptern zu betreiben. Das Tablet verfügt in der „Cellular“-Variante zudem über ein LTE-Funkmodul im 1,8-GHz-Frequenzband, was in Deutschland nur von der Deutschen Telekom und der E-Plus-Gruppe angeboten wird. Die Abmessungen des iPad mini betragen 200 × 134,7 × 7,2 mm (H × B × T) bei einem Gewicht von rund 300 Gramm. Das iPad mini steht mit Speicherkapazitäten von 16, 32 und 64 GB und in den Farben Schwarz/Graphit sowie Weiß/Silber zur Verfügung. Der integrierte Lithium-Polymer-Akku mit 16,3 Wattstunden ermöglicht laut Apple bis zu zehn Stunden kontinuierliches Surfen im Web sowie Musik- oder Videowiedergabe.
Das iPad mini konnte ab dem 26. Oktober 2012 online vorbestellt werden, die Cellular-Variante wurde ab Ende November 2012 ausgeliefert.
Mit der Vorstellung des iPad mini 2 am 22. Oktober 2013 wurde das erste Modell leicht überarbeitet: Die Variante Schwarz/Graphit wurde durch Schwarz/Spacegrau ersetzt. Die Kombination Weiß/Silber wird weiterhin verkauft. Beide waren nur noch mit 16 GB und optionalen Mobilfunkmodem verfügbar. Der Preis des Modells mit „Cellular“ (also mit Mobilfunk) wurde von 459 € auf 409 € reduziert, der des iPad minis ohne Cellular sank von 329 € auf 289 €. Es wurde ab diesem Tag mit iOS 7 ausgeliefert, was auch bei der Verpackung deutlich wurde. Diese hatte nun ein iPad mini mit iOS 7 abgebildet.
Als am 16. Oktober 2014 der nächste Nachfolger des iPad mini, das iPad mini 3, vorgestellt wurde, wurden die Preise der ersten Generation erneut angepasst. Beide Varianten wurden um 50 € im Preis reduziert. Daraus resultierten Preise von 239 € für die Konfiguration mit 16 GB und 359 € für die mit 16 GB und Cellular. Seitdem wurde es mit iOS 8 ausgeliefert.
Nach fast drei Jahren wurde der Verkauf des iPad mini der ersten Generation am 19. Juni 2015 eingestellt. Die verschiedenen Varianten können aber noch generalüberholt auf der Seite des so genannten „Apple Refurbished Store“ erworben werden.

#### iPad mini 2 (2013)
Gemeinsam mit dem iPad Air wurde am 22. Oktober 2013 das iPad mini 2 vorgestellt. Es verfügt nun auch über ein „Retina Display“ mit einer Auflösung von 2048 × 1536 Pixeln. Neu sind auch das Apple-A7-SoC und erweiterte LTE-Fähigkeiten (wie beim iPad Air). Des Weiteren verfügt es nun über ein Stereomikrofon, außerdem ist das Apple-Logo auf der Gehäuserückseite nun nicht mehr poliert, sondern ein Einsatz aus Metall. Damit es die gleiche Akkulaufzeit wie der Vorgänger besitzt, wurde der Akku um rund 30 % vergrößert. Dadurch erhöhte sich seine Dicke von 7,2 auf 7,5 mm und sein Gewicht von 308 auf 331 g bzw. von 312 auf 341 g bei der Variante mit LTE. Sein WLAN-Modul ist nun auch MIMO-fähig. Es ist seit dem 12. November 2013 in den Farben Spacegrau und Silber, mit 16, 32, 64 oder 128 GB Speicherkapazität und mit WiFi bzw. Wifi + Cellular erhältlich.
Vor der Präsentation des iPad mini 3 wurde es als „iPad mini mit Retina Display“ verkauft, seitdem schlicht als „iPad mini 2“.
Am 21. März 2017 wurde der Verkauf des iPad mini 2 eingestellt.

#### iPad mini 3 (2014)
Das iPad mini 3 wurde am 16. Oktober 2014 auf der Apple Keynote vorgestellt. Es ähnelt sehr seinem Vorgängermodell, dem iPad mini 2 (mit Retina Display); die Hauptneuerungen sind der zusätzlich eingebaute Touch ID-Sensor und dass es neben den bisherigen Farben Silber und Spacegrau in der Farbe Gold verfügbar ist. Die Speicherausstattung mit 32 GB wurde wie beim iPad Air 2, iPhone 6 und iPhone 6 Plus entfernt und die darauffolgenden Speichergrößen bekamen die Preise der vorher darunterliegenden Varianten. Die neue Verpackung wurde im Stil des iPad Air 2 gestaltet und um die Kamera herum gibt es keinen eingravierten Ring mehr. In Amerika besitzt es Kompatibilität zur Apple SIM.

#### iPad mini 4 (2015)
Das iPad mini 4 wurde am 9. September 2015 vorgestellt. Im Vergleich zum Vorgänger veränderten sich die Abmessungen minimal: die Gerätedicke ist um 1,4 mm auf 6,1 mm geschrumpft, die Gerätehöhe ist um 3,2 mm auf 203,2 mm angewachsen und die Gerätebreite ist um 0,1 mm auf 134,8 mm angewachsen. Das Anwachsen der letzten zwei Werte bedeutet bei gleichbleibender Displaygröße größere Bildschirmränder. Das Gewicht des Geräts beläuft sich auf 294,84 Gramm. Laut Hersteller Apple wurde beim Display eine neue Fertigungstechnik angewandt, die durch das Vereinen von LCD, Digitizer und Glas in eine Einheit die Bildqualität verbessern, sowie Spiegelungen reduzieren soll. Als SoC dient dem iPad mini 4 der aus dem iPhone 6 bekannte Apple A8. Die rückseitige Kamera zeichnet Bilder mit einer Auflösung von acht Megapixeln auf, Videos werden in 1080p mit 30 fps aufgezeichnet, auch Zeitraffer- und Zeitlupeaufnahmemodi sind verfügbar; die vom iPhone bekannte 60-fps-Aufnahmemöglichkeit bietet Apple nicht im iPad mini 4 an. Bei den Sensoren kommen wie auch bei den Vorgängermodellen der Touch-ID-Sensor, ein Drei-Achsen-Kreiselinstrument, ein Beschleunigungssensor sowie ein Helligkeitssensor zum Einsatz. Zusätzlich dazu verbaut Apple nun auch ein Barometer. Apple verkaufte das iPad mini 4 zu Beginn mit 16, 64 und 128 GB NAND-Speicher. Mit dem iPad mini 4 gibt es erstmals ein iPad mini ohne mechanischen Stummschalter. Beim großen iPad entfiel dieser bereits mit dem iPad Air 2, das zusammen mit dem iPad mini 3 vorgestellt wurde.
Ab dem 21. März 2017 war das iPad mini 4 nur noch mit 128 GB Speicher verfügbar. Dafür wurde der Preis dieser Variante gesenkt. Der Aufpreis für ein integriertes LTE-Modul wurde ebenfalls reduziert.

#### iPad mini (5. Generation, 2019)
Das iPad mini wurde am 18. März 2019 ohne große Vorstellung im Apple-Shop zum Verkauf angeboten. Wie beim iPad Air (3. Generation) wurde ein Apple-A12-Chip verbaut. Zudem lässt sich das iPad mit dem Apple Pencil der ersten Generation bedienen.

#### iPad mini (6. Generation, 2021)
Das iPad mini wurde am 14. September 2021 auf einer Apple-Keynote vorgestellt. Sein Design wurde an das iPad Air 4 und die Pro-Modelle ab 2018 angeglichen. Das Display wurde, bei gleicher Breite und etwas niedrigerer Höhe des Gehäuses, von 7,9 Zoll auf 8,3 Zoll vergrößert. Der Home Button entfällt. Touch ID ist nun in der oberen Taste integriert. Durch den neuen Magnet-Connector an der rechten Seite unterstützt nun auch das iPad mini den Apple Pencil der 2. Generation. Die Lautstärketasten sind aber durch den Apple Pencil an der oberen Kante positioniert. Der Lightning-Anschluss wurde durch USB-C ersetzt. Die Frontkamera ist nun das gleiche 12-Megapixel-Ultraweitwinkelmodul mit Folgemodus wie im iPad Pro 2021 und iPad der 9. Generation. Die rückseitige Kamera verwendet nun einen 12-Megapixel-Sensor und einen LED-Blitz, ein Feature das selbst das teurere iPad Air der 4. Generation nicht besitzt. Wie bei allen iPhone 13-Modellen wurde der neue Apple-A15-Bionic-Chip verbaut, verglichen mit dem A12 Bionic beim Vorgänger. Dadurch wird Smart HDR 3 bei beiden Kameras ermöglicht, welches laut Hersteller mehrere Bilder zusammenfügt, um helle und dunkle Bereiche gleichermaßen gut darzustellen. Bei der rückseitigen Kamera ist nun Videoaufnahme in 4K mit 60 fps möglich, statt 1080p mit 30 fps beim Vorgänger. Zeitlupenvideos können bei 1080p mit 120 fps oder 240 fps aufgenommen werden, beim Vorgänger waren es nur 720p bei 120 fps. Die frontseitige Kamera unterstützt 1080p-Videoaufnahme bei bis zu 60 fps statt 30 fps beim Vorgänger. Die Lautsprecher sind nun nicht mehr beide am unteren Ende angeordnet, sondern einer unten und einer oben die auch Stereo-Wiedergabe unterstützen. Statt Wi-Fi 5 mit bis zu 866 Mbit/s unterstützt dieses nun Wi-Fi 6 mit bis zu 1,2 Gbit/s. Neu ist außerdem das 5G Mobilfunknetz bei den Cellular-Varianten. Während die Gehäusefarbe Space Grau weiterhin erhältlich ist, wurden Silber und Gold durch die neuen Farben Rosé, Violett und Polarstern ersetzt. Die Speichergrößen von 64 GB und 256 GB sind gleich geblieben, die Preise wurden um jeweils 100 € auf 549 € und 719 € erhöht.

#### iPad mini (7. Generation, 2024)
Das iPad mini wurde am 15. Oktober 2024 mittels Pressemitteilung vorgestellt. Als Prozessor ist der Apple A17 Pro-Chip verbaut, welcher auch bei den iPhone 15 Pro-Modellen im Einsatz ist. Zudem unterstützt das iPad mini nur noch den Apple Pencil Pro.

### iPad Pro

#### iPad Pro (2015)

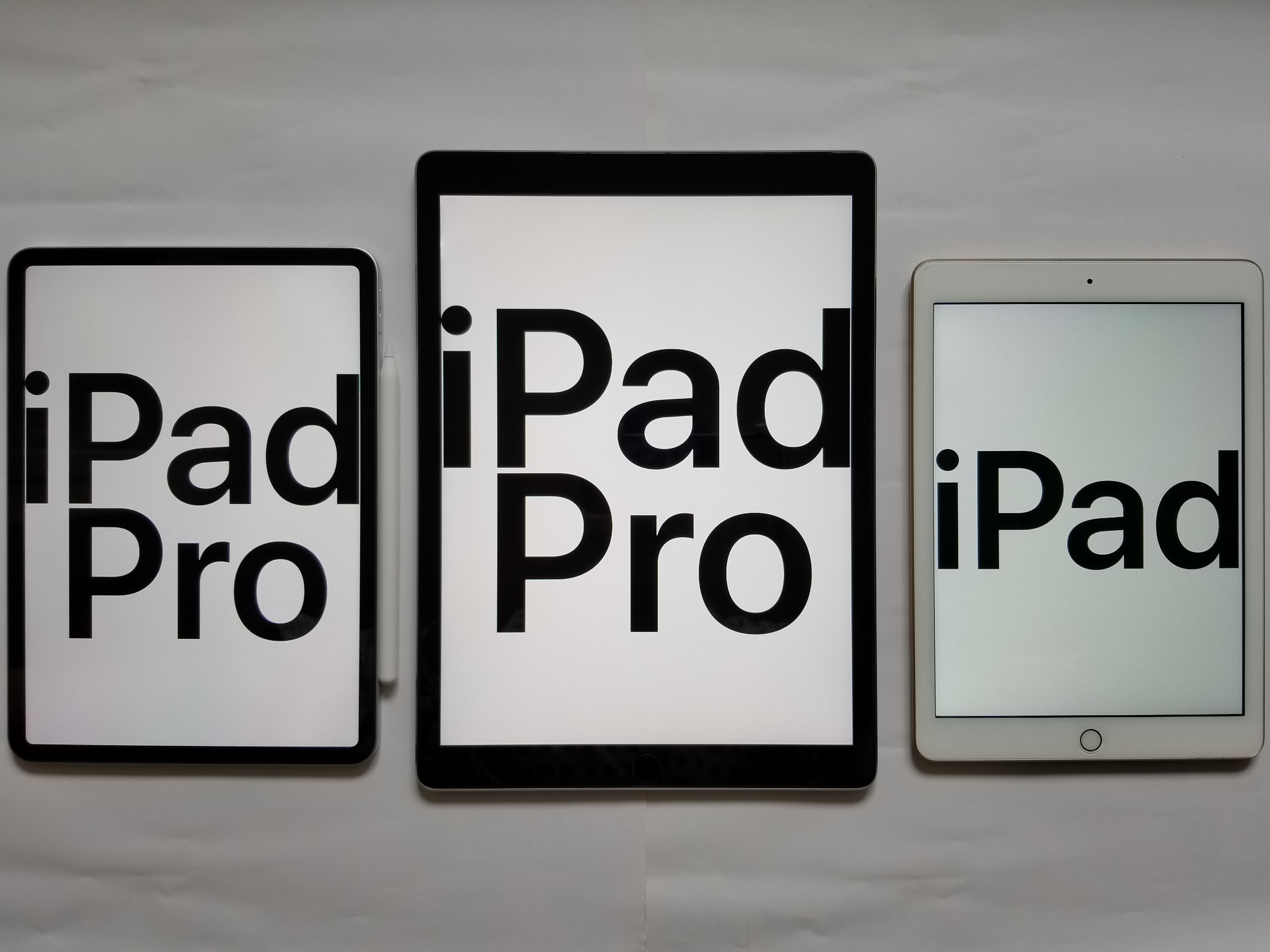
Vorderseite von iPad und iPad Pro

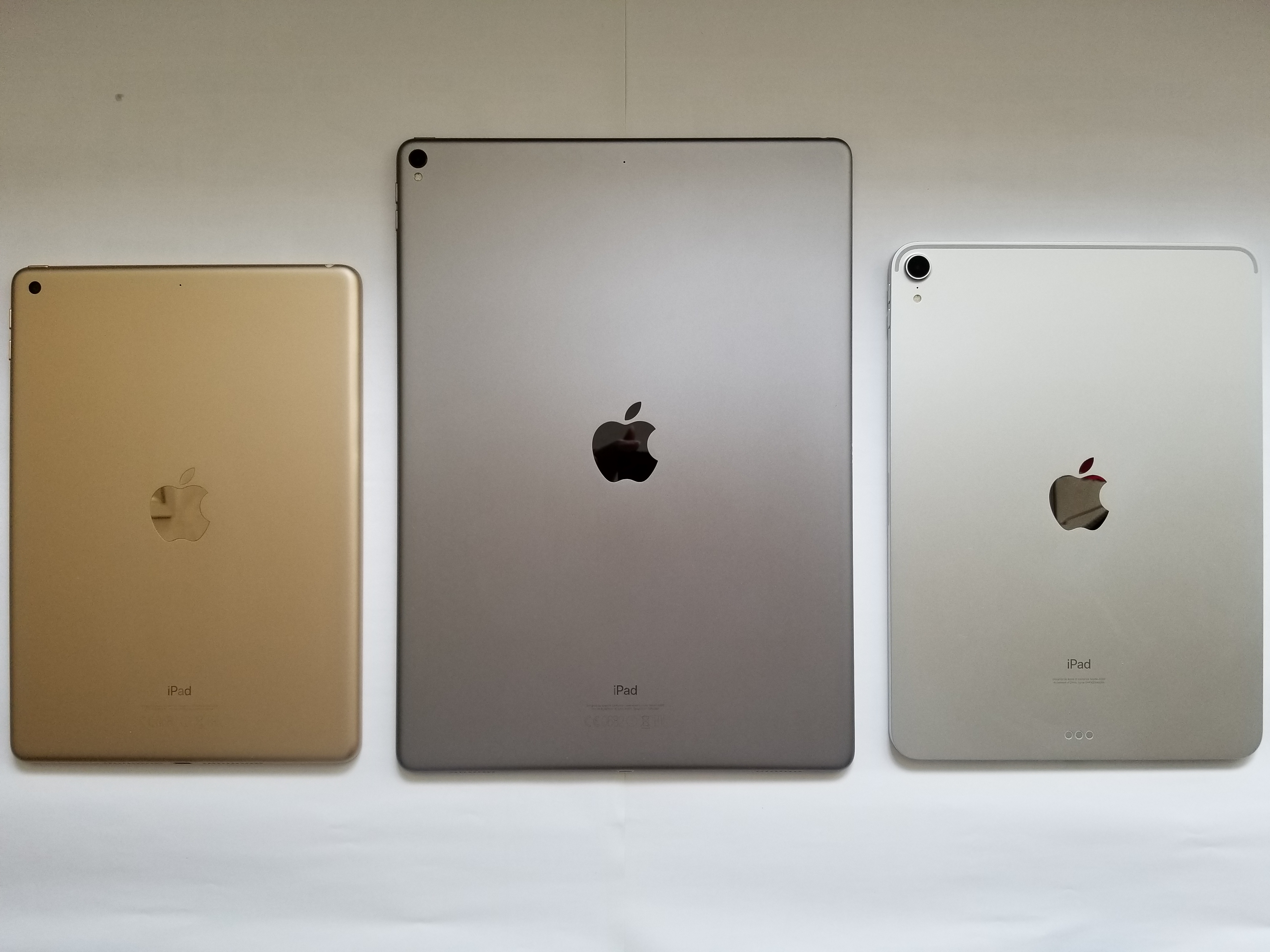
Rückseite von iPad und iPad Pro

Mit dem iPad Pro stellte Apple am 9. September 2015 erstmals ein iPad mit einer Bildschirmdiagonale von 12,9 Zoll (32,78 cm) und einer Bildschirmauflösung von 2732 × 2048 Pixel vor. Am 21. März 2016 folgte eine kleinere Variante mit 9,7 Zoll (24,64 cm). Es steht in den Farben Silber, Gold, Rosé-Gold und Space Grau zur Verfügung. Zudem kann zwischen Modellen mit 32, (nur mit WLAN) 128 und 256 GB (wahlweise mit WLAN oder mit WLAN und Mobilfunkmodem) gewählt werden. Das Gerät verfügt über vier Stereo-Lautsprecher, jeweils zwei an der Ober- und Unterseite, sowie einen Touch-ID-Sensor. Das Gewicht der WLAN-Variante beträgt 713 Gramm, die der Variante mit zusätzlichen Mobilfunkmodem 723 Gramm. Die Akkulaufzeit liegt laut Hersteller weiterhin auf dem Niveau der kleineren Geräte, ermöglicht also eine Nutzung von bis zu 10 Stunden beim Surfen im Web mit WLAN, Video- oder Musikwiedergabe bzw. bis zu 9 Stunden beim Surfen im Web über ein mobiles Datennetz.
Das iPad Pro ist seit November 2015 in über 40 Ländern erhältlich, der Verkauf der 9,7″-Variante startete im März 2016. Als Notebookersatz mit Stift-Support (Apple Pencil) werden diese besonders für die Zielgruppe der Kreativen beworben.

#### iPad Pro (2. Generation, 2017)
Im Juni 2017 wurde die 2. Generation mit einigen Verbesserungen vorgestellt.
Varianten mit 10,5″ und 12,9″ stehen nun mit 4 GB RAM und bis zu 512 GB Speicher zur Verfügung, während 64 GB nun bei den Einstiegskonfigurationen verbaut werden. Der neue A10X erhöht auch die Performancereserven erheblich, so dass diese Geräte sehr lange genutzt werden können. Die Displays erhielten als große Neuerung ProMotion (variable Bildschirmwiederholrate bis 120 Hz), eine Technologie die seither auch sukzessiv in andere Geräte Einzug hielt (iPhone 13 Pro/Max, Macbook Pro 14/16).

#### iPad Pro (3. Generation, 2018)
Am 30. Oktober 2018 wurde die 3. Generation des iPad Pro in New York City vorgestellt. In den Größen 11 Zoll und 12,9 Zoll erhältlich, ist es das erste Modell mit Gesichtserkennung und einem Apple-A12X-Prozessor. Die Gerätegeneration verfügt über schmale Displayränder. Die Auflösungen dieser Geräte liegen bei 2388 × 1668 Pixeln (11″) bzw. 2732 × 2048 (12,9″), was jeweils einer Pixeldichte von 264 ppi entspricht. Die Geräte verfügen über einen USB-C-Anschluss, welcher auch zum Laden anderer Geräte verwendet werden kann. Mit USB-C wird eine Übertragungsgeschwindigkeit von 5 Gbit/s ermöglicht, die unter anderem für Video-Datenübertragungen genutzt wird. Dafür entfiel der 3,5 mm Kopfhöreranschluss.

#### iPad Pro (4. Generation, 2020)
Am 18. März 2020 wurde die vierte Generation auf der Apple-Website angekündigt. Es ist wie das Vorgängermodell in den Größen 11" und 12,9" erhältlich. Eine Neuerung gegenüber dem Vorgängermodell ist eine zusätzliche Ultraweitwinkel-Kamera, sodass nun zwei Kameras auf der Rückseite eingebaut sind und ein drittes Modul, der LiDAR-Scanner. Der LiDAR-Scanner ermöglicht eine räumliche Erfassung der Umgebung. Ebenso auf der Rückseite eingebaut ist ein neuer, hellerer „True-Tone“-Blitz mit mehreren LEDs unterschiedlicher Farbe. Ferner ist ein neues SoC mit der Bezeichnung A12Z eingebaut. Das Gerät besitzt nun in allen Speichervarianten 6 GB Arbeitsspeicher, statt nur in der teuersten mit 1 TB Flashspeicher. Entgegen erster Berichte enthält das Gerät nicht den Ultrabreitband-Chip U1. Eine externe drahtlose Tastatur mit Trackpad und hintergrundbeleuchteten Tasten, „Magic Keyboard“ genannt, ist separat erhältlich und auch mit den iPad-Pro-Modellen aus dem Jahr 2018 kompatibel, kam Ende April auf den Markt.

#### iPad Pro (5. Generation, 2021)
Am 20. April 2021 wurde die 5. Generation vorgestellt. Das iPad Pro wird in 2 Größen (11" und 12,9") angeboten. Als Prozessor ist der Apple M1 Chip verbaut. Der USB-C-Port wurde um Thunderbolt 4 inklusive USB 4 erweitert und damit erheblich beschleunigt. Hier sind damit auch Anwendungen mit 4K-Video und mehr möglich. Die Speichergröße beträgt nun bis zu 2 TB. Die 12,9" Version nutzt Mini-LED-Displaytechnologie. Die Frontkamera verfügt über ein weiteres Sichtfeld und unterstützt den Folgemodus.

#### iPad Pro (6. Generation, 2022)
Am 18. Oktober 2022 wurde die 6. Generation vorgestellt. Das iPad Pro wird in 2 Größen (11" und 12,9") angeboten. Als Prozessor ist der Apple M2 Chip verbaut. Mit dem Apple-M2-Chip ist auch die Schwebefunktion für den Apple Pencil 2 dazu gekommen.

#### iPad Pro (7. Generation, 2024)

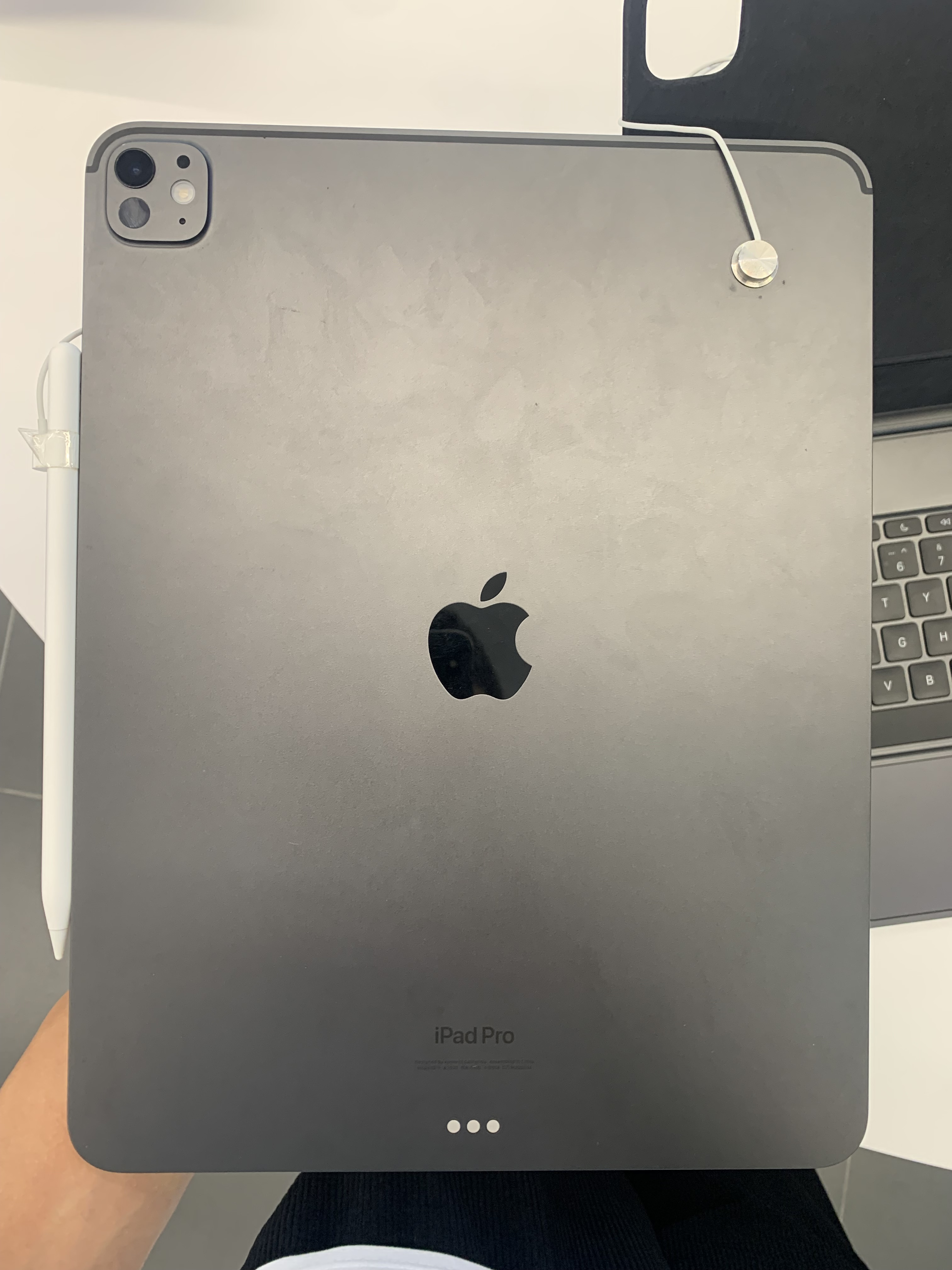
iPad Pro 13" Rückseite

Am 7. Mai 2024 wurde die 7. Generation des iPad Pro vorgestellt. Das iPad Pro wird in zwei Größen (11" und 13") angeboten. Es ist Apples erstes Gerät mit dem Apple M4 Chip. Mit der Vorstellung des iPad Pro präsentierte Apple auch den Apple Pencil Pro. Das iPad Pro unterstützt nun ausschließlich den Apple Pencil Pro. Dies wurde notwendig, da die Magnete für den Apple Pencil verschoben wurden – bedingt durch die neue Platzierung der Frontkamera auf der horizontalen Seite.
Der Steckplatz für die SIM-Karte ist entfallen. Ein USB-C-Netzteil legt der Hersteller in EU-Staaten nicht mehr bei. Das iPad Pro ist das erste Apple-Gerät mit der Displaytechnologie „Tandem-OLED“, die auch für das iPad Pro 11" verfügbar ist. Zudem ist es das bisher dünnste Apple-Gerät – dünner als das bisher dünnste Gerät, die siebte Generation des iPod nano.
Die Ultraweitwinkelkamera, die seit dem iPad Pro der 4. Generation vorhanden war, ist entfallen. Außerdem wird nun ein adaptiver True-Tone-Blitz verbaut.

## Technische Daten

### iPad
1. bis 4. Generation 
| Verkaufsbezeichnung (Einführung) | Verkaufsbezeichnung (Einführung) | iPad (Frühjahr 2010)                                        | iPad 2 (Frühjahr 2011)                                      | iPad 2 (Frühjahr 2012)                                      | iPad (3. Generation) (Frühjahr 2012)                        | iPad (4. Generation) (Herbst 2012)                          |
| -------------------------------- | -------------------------------- | ----------------------------------------------------------- | ----------------------------------------------------------- | ----------------------------------------------------------- | ----------------------------------------------------------- | ----------------------------------------------------------- |
| Modellnummer                     | Modellnummer                     | A1219 A1337 (GSM)                                           | A1395 A1396 (GSM) A1397 (CDMA)                              | A1395                                                       | A1416 A1430 (Cellular) A1403 (Cellular VZ)                  | A1458 A1459 (Cellular) A1460 (Cellular MM)                  |
| Vertriebsstatus (seitens Apple)  | Vertriebsstatus (seitens Apple)  | Verkauf eingestellt                                         | Verkauf eingestellt                                         | Verkauf eingestellt                                         | Verkauf eingestellt                                         | Verkauf eingestellt                                         |
| Interne Generation und Revision  | Interne Generation und Revision  | iPad 1,1                                                    | iPad 2,1 – iPad 2,3                                         | iPad 2,4                                                    | iPad 3,1 – iPad 3,3                                         | iPad 3,4 – iPad 3,6                                         |
| Fest-Speicher                    | Fest-Speicher                    | 16, 32 und 64 GB                                            | 16, 32 und 64 GB                                            | 16 GB                                                       | 16, 32 und 64 GB                                            | 16, 32, 64 und 128 GB (128 GB seit 5. Februar 2013)         |
| Akku                             | Laufzeit                         | 10 Stunden (beziehungsweise 9 Stunden bei Mobilfunknutzung) | 10 Stunden (beziehungsweise 9 Stunden bei Mobilfunknutzung) | 10 Stunden (beziehungsweise 9 Stunden bei Mobilfunknutzung) | 10 Stunden (beziehungsweise 9 Stunden bei Mobilfunknutzung) | 10 Stunden (beziehungsweise 9 Stunden bei Mobilfunknutzung) |
| Akku                             | Kapazität                        | 24,8 Wh 6600 mAh, 3,75 Volt                                 | 25 Wh 6930 mAh, 3,8 Volt                                    | 25 Wh 6930 mAh, 3,8 Volt                                    | 42,5 Wh 11.560 mAh, 3,7 Volt                                | 42,5 Wh 11.560 mAh, 3,7 Volt                                |
| Gewicht                          | Gewicht                          | 680 g (Wi-Fi) 730 g (Wi-Fi + 3G)                            | 601 g (Wi-Fi) 613 g (Wi-Fi + 3G)                            | 601 g (Wi-Fi) 613 g (Wi-Fi + 3G)                            | 652 g (Wi-Fi) 662 g (Wi-Fi + 4G)                            | 652 g (Wi-Fi) 662 g (Wi-Fi + 4G)                            |
| Abmessungen (H×B×T)              | Abmessungen (H×B×T)              | 242,8 × 189,7 × 13,4 mm                                     | 241,2 × 185,7 × 8,8 mm                                      | 241,2 × 185,7 × 8,8 mm                                      | 241,2 × 185,7 × 9,4 mm                                      | 241,2 × 185,7 × 9,4 mm                                      |
| Bildschirmgröße                  | Bildschirmgröße                  | 246 mm (9,7 Zoll)                                           | 246 mm (9,7 Zoll)                                           | 246 mm (9,7 Zoll)                                           | 246 mm (9,7 Zoll)                                           | 246 mm (9,7 Zoll)                                           |
| Bildschirmauflösung              | Bildschirmauflösung              | 1024 × 768 Pixel, 132 ppi                                   | 1024 × 768 Pixel, 132 ppi                                   | 1024 × 768 Pixel, 132 ppi                                   | 2048 × 1536 Pixel, 264 ppi (Retina-Display)                 | 2048 × 1536 Pixel, 264 ppi (Retina-Display)                 |
| Aktuelles Betriebssystem         | Aktuelles Betriebssystem         | iOS 5.1.1                                                   | iOS 9.3.6                                                   | iOS 9.3.6                                                   | iOS 9.3.6                                                   | iOS 10.3.4                                                  |
| Kamera                           | hinten                           | —                                                           | Foto: 0,7 MP Video: 720p 30 fps                             | Foto: 0,7 MP Video: 720p 30 fps                             | Foto: 5 MP ƒ/2.4 Video: 1080p 30 fps                        | Foto: 5 MP ƒ/2.4 Video: 1080p 30 fps                        |
| Kamera                           | vorn                             | —                                                           | Foto: 0,3 MP Video: VGA 30 fps                              | Foto: 0,3 MP Video: VGA 30 fps                              | Foto: 0,3 MP Video: VGA 30 fps                              | Foto: 1,2 MP ƒ/2.2 Video: 720p                              |
| System- on-a-Chip                | SoC- Bezeichnung                 | Apple A4 S5L8930X                                           | Apple A5 S5L8940                                            | Apple A5 S5L8942                                            | Apple A5X S5L8945                                           | Apple A6X S5L8955                                           |
| System- on-a-Chip                | RAM                              | 256 MB LPDDR                                                | 512 MB LPDDR2                                               | 512 MB LPDDR2                                               | 1 GB LPDDR2                                                 | 1 GB LPDDR2                                                 |
| System- on-a-Chip                | Prozessor                        | ARM-Cortex-A8 (1 × 1 GHz, 45nm)                             | ARM-Cortex A9 (2 × 1 GHz; 45nm & 32nm)                      | ARM-Cortex A9 (2 × 1 GHz; 45nm & 32nm)                      | ARM-Cortex A9 (2 × 1 GHz, 45nm)                             | Apple Swift (2 × 1,4 GHz, 32nm)                             |
| System- on-a-Chip                | Grafikprozessor                  | PowerVR SGX535 (200 MHz)                                    | PowerVR SGX543MP2 (200 MHz)                                 | PowerVR SGX543MP2 (200 MHz)                                 | PowerVR SGX543MP4 (200 MHz)                                 | PowerVR SGX554MP4 (266 MHz)                                 |
| Konnektivität                    | WLAN                             | 802.11a/b/g/n (2,4 GHz und 5 GHz)                           | 802.11a/b/g/n (2,4 GHz und 5 GHz)                           | 802.11a/b/g/n (2,4 GHz und 5 GHz)                           | 802.11a/b/g/n (2,4 GHz und 5 GHz)                           | 802.11a/b/g/n (2,4 GHz und 5 GHz)                           |
| Konnektivität                    | Bluetooth                        | Bluetooth 2.1                                               | Bluetooth 2.1                                               | Bluetooth 2.1                                               | Bluetooth 4.0                                               | Bluetooth 4.0                                               |
| (nur Cellular-Modelle)           | 2G                               | GSM/EDGE (850, 900, 1800, 1900 MHz)                         | GSM/EDGE (850, 900, 1800, 1900 MHz)                         | GSM/EDGE (850, 900, 1800, 1900 MHz)                         | GSM/EDGE (850, 900, 1800, 1900 MHz)                         | GSM/EDGE (850, 900, 1800, 1900 MHz)                         |
| (nur Cellular-Modelle)           | 3G                               | UMTS/HSDPA (850, 1900, 2100 MHz)                            | UMTS/HSDPA/HSUPA (850, 900, 1900, 2100 MHz)                 | UMTS/HSDPA/HSUPA (850, 900, 1900, 2100 MHz)                 | UMTS/HSPA/HSPA+/DC-HSDPA (850, 900, 1900, 2100 MHz)         | UMTS/HSPA/HSPA+/DC-HSDPA (850, 900, 1900, 2100 MHz)         |
| (nur Cellular-Modelle)           | 4G                               | —                                                           | —                                                           | —                                                           | LTE                                                         | LTE                                                         |
| Anschlüsse                       | Anschlüsse                       | 30-poliger Dock-Anschluss, Kopfhörerausgang                 | 30-poliger Dock-Anschluss, Kopfhörerausgang                 | 30-poliger Dock-Anschluss, Kopfhörerausgang                 | 30-poliger Dock-Anschluss, Kopfhörerausgang                 | Lightning, Kopfhörerausgang                                 |
| Lautsprecher                     | Lautsprecher                     | Mono                                                        | Mono                                                        | Mono                                                        | Mono                                                        | Stereo                                                      |
| Mikrofon                         | Mikrofon                         | Mono                                                        | Mono                                                        | Mono                                                        | Mono                                                        | Mono                                                        |
| Sensoren                         | Sensoren                         | —                                                           | 3-Achsen-Gyrosensor                                         | 3-Achsen-Gyrosensor                                         | 3-Achsen-Gyrosensor                                         | 3-Achsen-Gyrosensor                                         |
| Sensoren                         | Sensoren                         | Beschleunigungssensor                                       |                                                             |                                                             |                                                             |                                                             |
| Sensoren                         | Sensoren                         | Umgebungslichtsensor                                        |                                                             |                                                             |                                                             |                                                             |
| Verkaufsbezeichnung (Einführung) | Verkaufsbezeichnung (Einführung) | iPad (Frühjahr 2010)                                        | iPad 2 (Frühjahr 2011)                                      | iPad 2 (Frühjahr 2012)                                      | iPad (3. Generation) (Frühjahr 2012)                        | iPad (4. Generation) (Herbst 2012)                          |

 ab 5. Generation 
| Verkaufsbezeichnung (Einführung) | Verkaufsbezeichnung (Einführung) | iPad (5. Generation) (März 2017)                               | iPad (6. Generation) (März 2018)                               | iPad (7. Generation) (September 2019)                          | iPad (8. Generation) (September 2020)                          | iPad (9. Generation) (September 2021)                          | iPad (10. Generation) (Oktober 2022)                           | iPad (11. Generation) (März 2025)                              |
| -------------------------------- | -------------------------------- | -------------------------------------------------------------- | -------------------------------------------------------------- | -------------------------------------------------------------- | -------------------------------------------------------------- | -------------------------------------------------------------- | -------------------------------------------------------------- | -------------------------------------------------------------- |
| Modellnummer                     | Modellnummer                     | A1822 A1823 (Cellular)                                         | A1893 A1954 (Cellular)                                         | A2197 A2200, A2198, A2199 (Cellular)                           | A2270 A2428, A2429, A2430 (Cellular)                           | A2602, A2603, A2604, A2605                                     | A2696, A2757, A2777, A3162                                     | A3266, A3268, A3267, A3269                                     |
| Vertriebsstatus (seitens Apple)  | Vertriebsstatus (seitens Apple)  | Verkauf eingestellt                                            | Verkauf eingestellt                                            | Verkauf eingestellt                                            | Verkauf eingestellt                                            | Verkauf eingestellt                                            | Verkauf eingestellt                                            | Gerät verfügbar                                                |
| Interne Generation und Revision  | Interne Generation und Revision  | iPad 6,5 – iPad 6,6                                            | iPad 7,5 – iPad 7,6                                            | iPad 7,11 – iPad 7,12                                          | iPad 11,6 – iPad 11,7                                          | iPad 12,1 – iPad 12,2                                          | iPad 13,18 – iPad 13,19                                        | ---                                                            |
| Fest-Speicher                    | Fest-Speicher                    | 32 und 128 GB                                                  | 32 und 128 GB                                                  | 32 und 128 GB                                                  | 32 und 128 GB                                                  | 64 und 256 GB                                                  | 64 und 256 GB                                                  | 128, 256 und 512 GB                                            |
| Akku                             | Laufzeit                         | 10 Stunden (gegebenenfalls 9 Stunden bei Mobilfunknutzung)     | 10 Stunden (gegebenenfalls 9 Stunden bei Mobilfunknutzung)     | 10 Stunden (gegebenenfalls 9 Stunden bei Mobilfunknutzung)     | 10 Stunden (gegebenenfalls 9 Stunden bei Mobilfunknutzung)     | 10 Stunden (gegebenenfalls 9 Stunden bei Mobilfunknutzung)     | 10 Stunden (gegebenenfalls 9 Stunden bei Mobilfunknutzung)     | 10 Stunden (gegebenenfalls 9 Stunden bei Mobilfunknutzung)     |
| Akku                             | Kapazität                        | 32,9 Wh 8827 mAh, 3,73 Volt                                    | 32,9 Wh 8827 mAh, 3,73 Volt                                    | 32,9 Wh 8827 mAh, 3,73 Volt                                    | 32,4 Wh 8686 mAh, 3,73 Volt                                    | 32,4 Wh 8686 mAh, 3,73 Volt                                    | 28,6 Wh 7670 mAh, 3,73 Volt                                    | 28,93 Wh                                                       |
| Gewicht                          | Gewicht                          | 469 g (Wi-Fi) 478 g (Wi-Fi + 4G)                               | 469 g (Wi-Fi) 478 g (Wi-Fi + 4G)                               | 483 g (Wi-Fi) 493 g (Wi-Fi + 4G)                               | 490 g (Wi-Fi) 495 g (Wi-Fi + 4G)                               | 487 g (Wi-Fi) 498 g (Wi-Fi + 4G)                               | 477 g (Wi-Fi) 481 g (Wi-Fi + 4G)                               | 477g (Wi-Fi) 581g (Wi-Fi + 5G)                                 |
| Abmessungen (H×B×T)              | Abmessungen (H×B×T)              | 240,0 × 169,5 × 7,5 mm                                         | 240,0 × 169,5 × 7,5 mm                                         | 250,6 × 174,1 × 7,5 mm                                         | 250,6 × 174,1 × 7,5 mm                                         | 250,6 × 174,1 × 7,5 mm                                         | 248,6 × 179,5 × 7,0 mm                                         | 248,6 × 179,5 × 7,0 mm                                         |
| Bildschirmgröße                  | Bildschirmgröße                  | 246 mm (9,7 Zoll)                                              | 246 mm (9,7 Zoll)                                              | 259,1 mm (10,2 Zoll)                                           | 259,1 mm (10,2 Zoll)                                           | 259,1 mm (10,2 Zoll)                                           | 280 mm (10,9 Zoll)                                             | 275,9mm (10,86 Zoll)                                           |
| Bildschirmauflösung              | Bildschirmauflösung              | 2048 × 1536 Pixel, 264 ppi (Retina-Display)                    | 2048 × 1536 Pixel, 264 ppi (Retina-Display)                    | 2160 × 1620 Pixel, 264 ppi (Retina-Display)                    | 2160 × 1620 Pixel, 264 ppi (Retina-Display)                    | 2160 × 1620 Pixel, 264 ppi (Retina-Display) True Tone Display  | 2360 × 1640 Pixel, 264 ppi (Retina-Display) True Tone Display  | 2360 × 1640 Pixel, 264 ppi (Retina-Display) True Tone Display  |
| Aktuelles Betriebssystem         | Aktuelles Betriebssystem         | iPadOS 16.8.1                                                  | iPadOS 17.7.10                                                 | iPadOS 18.5                                                    | iPadOS 18.5                                                    | iPadOS 18.5                                                    | iPadOS 18.5                                                    | iPadOS 18.5                                                    |
| Kamera                           | hinten                           | Foto: 8 MP ƒ/2.4 Video: 1080p 30 fps                           | Foto: 8 MP ƒ/2.4 Video: 1080p 30 fps                           | Foto: 8 MP ƒ/2.4 Video: 1080p 30 fps                           | Foto: 8 MP ƒ/2.4 Video: 1080p 30 fps                           | Foto: 8 MP ƒ/2.4 Video: 1080p 30 fps                           | Foto: 12 MP ƒ/1.8 Video: 1080p                                 | Foto: 12 MP ƒ/1.8 Video: 4K, bis zu 60 fps                     |
| Kamera                           | vorne                            | Foto: 1,2 MP ƒ/2.2 Video: 720p                                 | Foto: 1,2 MP ƒ/2.2 Video: 720p                                 | Foto: 1,2 MP ƒ/2.2 Video: 720p                                 | Foto: 1,2 MP ƒ/2.2 Video: 720p                                 | Foto: 12 MP ƒ/2.4 Video: 1080p                                 | Foto: 12 MP ƒ/2.4 Video: 1080p                                 | Foto: 12 MP ƒ/2.4 Video: 1080p                                 |
| System- on-a-Chip                | SoC- Bezeichnung                 | Apple A9 APL0898                                               | Apple A10 Fusion APL1W24                                       | Apple A10 Fusion APL1W24                                       | Apple A12 Bionic APL1W81                                       | Apple A13 Bionic                                               | Apple A14 Bionic                                               | Apple A16 Bionic (angepasste Variante)                         |
| System- on-a-Chip                | RAM                              | 2 GB LPDDR4                                                    | 2 GB LPDDR4                                                    | 3 GB LPDDR4X                                                   | 3 GB LPDDR4X                                                   | 3 GB LPDDR4X                                                   | 4 GB LPDDR4X                                                   | 6 GB LPDDR5                                                    |
| System- on-a-Chip                | Prozessor                        | Apple Twister (2 × 1,85 GHz, 16nm)                             | Apple Hurricane + Zephyr (2 × 2,34 GHz + 2 × 1,05 GHz, 16nm)   | Apple Hurricane + Zephyr (2 × 2,34 GHz + 2 × 1,05 GHz, 16nm)   | Apple Vortex + Tempest (2 × 2,50 GHz + 4 × 1,59 GHz, 7nm)      | Apple Lightning + Thunder (2 × 2,66 GHz + 4 × 1,73 GH, 7nm)    | Apple Firestorm + Icestorm (2 × 2,99 GHz + 4 × 1,82 GHz, 5nm)  | Apple Everest + Sawtooth (2×3,46 GHz, 4×2,02 GHz, 4nm)         |
| System- on-a-Chip                | Grafikprozessor                  | PowerVR GT7600                                                 | PowerVR GT7600                                                 | PowerVR GT7600                                                 | Apple Quad-Core GPU                                            | Apple Quad-Core GPU                                            | Apple Quad-Core GPU                                            | Apple Quad-Core GPU                                            |
| Konnektivität                    | WLAN                             | 802.11a/b/g/n/ac (2,4 GHz und 5 GHz) + MIMO                    | 802.11a/b/g/n/ac (2,4 GHz und 5 GHz) + MIMO                    | 802.11a/b/g/n/ac (2,4 GHz und 5 GHz) + MIMO                    | 802.11a/b/g/n/ac (2,4 GHz und 5 GHz) + MIMO                    | 802.11a/b/g/n/ac (2,4 GHz und 5 GHz) + MIMO                    | 802.11ax (Wi-Fi 6) + MIMO                                      | 802.11ax (Wi-Fi 6) + MIMO                                      |
| Konnektivität                    | Bluetooth                        | Bluetooth 4.2                                                  | Bluetooth 4.2                                                  | Bluetooth 4.2                                                  | Bluetooth 4.2                                                  | Bluetooth 4.2                                                  | Bluetooth 5.2                                                  | Bluetooth 5.3                                                  |
| (nur Cellular-Modelle)           | 2G                               | GSM/EDGE (850, 900, 1800, 1900 MHz)                            | GSM/EDGE (850, 900, 1800, 1900 MHz)                            | GSM/EDGE (850, 900, 1800, 1900 MHz)                            | GSM/EDGE (850, 900, 1800, 1900 MHz)                            | GSM/EDGE (850, 900, 1800, 1900 MHz)                            | GSM/EDGE (850, 900, 1800, 1900 MHz)                            | GSM/EDGE (850, 900, 1800, 1900 MHz)                            |
| (nur Cellular-Modelle)           | 3G                               | UMTS/HSPA/HSPA+/DC‑HSDPA (850, 900, 1700/2100, 1900, 2100 MHz) | UMTS/HSPA/HSPA+/DC‑HSDPA (850, 900, 1700/2100, 1900, 2100 MHz) | UMTS/HSPA/HSPA+/DC‑HSDPA (850, 900, 1700/2100, 1900, 2100 MHz) | UMTS/HSPA/HSPA+/DC‑HSDPA (850, 900, 1700/2100, 1900, 2100 MHz) | UMTS/HSPA/HSPA+/DC‑HSDPA (850, 900, 1700/2100, 1900, 2100 MHz) | UMTS/HSPA/HSPA+/DC‑HSDPA (850, 900, 1700/2100, 1900, 2100 MHz) | UMTS/HSPA/HSPA+/DC‑HSDPA (850, 900, 1700/2100, 1900, 2100 MHz) |
| (nur Cellular-Modelle)           | 4G                               | LTE                                                            | LTE                                                            | LTE+                                                           | LTE+                                                           | LTE+                                                           | LTE+                                                           | LTE+                                                           |
| (nur Cellular-Modelle)           | 5G                               | —                                                              | —                                                              | —                                                              | —                                                              | —                                                              | 5G                                                             | 5G                                                             |
| Anschlüsse                       | Anschlüsse                       | Lightning, Kopfhörerausgang                                    | Lightning, Kopfhörerausgang                                    | Lightning, Kopfhörerausgang, Smart Connector                   | Lightning, Kopfhörerausgang, Smart Connector                   | Lightning, Kopfhörerausgang, Smart Connector                   | USB-C (480 Mbit/s), Smart Connector                            | USB-C (480 Mbit/s), Smart Connector                            |
| Lautsprecher                     | Lautsprecher                     | Stereo                                                         | Stereo                                                         | Stereo                                                         | Stereo                                                         | Stereo                                                         | Stereo                                                         | Stereo im Querformat                                           |
| Mikrofon                         | Mikrofon                         | Stereo                                                         | Stereo                                                         | Stereo                                                         | Stereo                                                         | Stereo                                                         | Stereo                                                         | Stereo                                                         |
| Sensoren                         | Sensoren                         | 3-Achsen-Gyrosensor                                            | 3-Achsen-Gyrosensor                                            | 3-Achsen-Gyrosensor                                            | 3-Achsen-Gyrosensor                                            | 3-Achsen-Gyrosensor                                            | 3-Achsen-Gyrosensor                                            | 3-Achsen-Gyrosensor                                            |
| Sensoren                         | Sensoren                         | Beschleunigungssensor                                          |                                                                |                                                                |                                                                |                                                                |                                                                |                                                                |
| Sensoren                         | Sensoren                         | Umgebungslichtsensor                                           |                                                                |                                                                |                                                                |                                                                |                                                                |                                                                |
| Sensoren                         | Sensoren                         | Barometer                                                      |                                                                |                                                                |                                                                |                                                                |                                                                |                                                                |
| Sensoren                         | Sensoren                         | Touch ID                                                       |                                                                |                                                                |                                                                |                                                                |                                                                |                                                                |
| Sensoren                         | Sensoren                         | —                                                              | Apple Pencil 1. Gen.                                           | Apple Pencil 1. Gen.                                           | Apple Pencil 1. Gen.                                           | Apple Pencil 1. Gen.                                           | Apple Pencil USB-C + Apple Pencil 1. Gen.                      | Apple Pencil USB-C + Apple Pencil 1. Gen.                      |
| Verkaufsbezeichnung (Einführung) | Verkaufsbezeichnung (Einführung) | iPad (5. Generation) (Frühjahr 2017)                           | iPad (6. Generation) (Frühjahr 2018)                           | iPad (7. Generation) (Herbst 2019)                             | iPad (8. Generation) (Herbst 2020)                             | iPad (9. Generation) (Herbst 2021)                             | iPad (10. Generation) (Oktober 2022)                           | iPad (11. Generation) (März 2025)                              |

### iPad Air
| Verkaufsbezeichnung (Einführung) | Verkaufsbezeichnung (Einführung) | iPad Air (Herbst 2013)                                     | iPad Air 2 (Herbst 2014)                                       | iPad Air 3 (März 2019)                                         | iPad Air 4 (September 2020)                                    | iPad Air 5 (März 2022)                                         | iPad Air 6 (11″ & 13″) (Mai 2024)                                                 | iPad Air 7 (11″ & 13″) (März 2025)                                                |
| -------------------------------- | -------------------------------- | ---------------------------------------------------------- | -------------------------------------------------------------- | -------------------------------------------------------------- | -------------------------------------------------------------- | -------------------------------------------------------------- | --------------------------------------------------------------------------------- | --------------------------------------------------------------------------------- |
| Modellnummer                     | Modellnummer                     | A1474 A1475 A1476 (Cellular)                               | A1566 A1567 (Cellular)                                         | A2152 A2123, A2153, A2154 (Cellular)                           | A2316 A2072, A2324, A2325 (Cellular)                           | A2588 A2598, A2591 (Cellular)                                  | A2898, A2902 A2899, A2900, A2903, A2904 (Cellular)                                | A3266, A3268 A3267, A3269, A3270, A3271 (Cellular)                                |
| Vertriebsstatus (seitens Apple)  | Vertriebsstatus (seitens Apple)  | Verkauf eingestellt                                        | Verkauf eingestellt                                            | Verkauf eingestellt                                            | Verkauf eingestellt                                            | Verkauf eingestellt                                            | Verkauf eingestellt                                                               | Gerät verfügbar                                                                   |
| Interne Generation und Revision  | Interne Generation und Revision  | iPad 4,1 – iPad 4,3                                        | iPad 5,3 – iPad 5,4                                            | iPad 11,3 – iPad 11,4                                          | iPad 13,1 – iPad 13,2                                          | iPad 13,6 – iPad 13,7                                          | iPad 13,6 – iPad 13,7 iPad14,10 – iPad14,11                                       | iPad 15,3 – iPad 15,4 iPad15,5 – iPad15,6                                         |
| Fest-Speicher                    | Fest-Speicher                    | 16, 32, 64 und 128 GB                                      | 16, 32, 64 und 128 GB                                          | 64 und 256 GB                                                  | 64 und 256 GB                                                  | 64 und 256 GB                                                  | 128 GB, 256 GB, 512 GB und 1 TB                                                   | 128 GB, 256 GB, 512 GB und 1 TB                                                   |
| Akkulaufzeit                     | Akkulaufzeit                     | 10 Stunden (gegebenenfalls 9 Stunden bei Mobilfunknutzung) | 10 Stunden (gegebenenfalls 9 Stunden bei Mobilfunknutzung)     | 10 Stunden (gegebenenfalls 9 Stunden bei Mobilfunknutzung)     | 10 Stunden (gegebenenfalls 9 Stunden bei Mobilfunknutzung)     | 10 Stunden (gegebenenfalls 9 Stunden bei Mobilfunknutzung)     | 10 Stunden (gegebenenfalls 9 Stunden bei Mobilfunknutzung)                        | 10 Stunden (gegebenenfalls 9 Stunden bei Mobilfunknutzung)                        |
| Akkukapazität                    | Akkukapazität                    | 32,9 Wh 8827 mAh, 3,73 Volt                                | 27,62 Wh 7340 mAh, 3,76 Volt                                   | 30,8 Wh 8134 mAh, 3,79 Volt                                    | 28,93 Wh 7606 mAh, 3,8 Volt                                    | 28,93 Wh 7606 mAh, 3,8 Volt                                    | 11″ = 28,93 Wh 7606 mAh, 3,8 Volt 13″ = 36,59 Wh 9720 mAh, 3,76 Volt              |                                                                                   |
| Gewicht                          | Gewicht                          | 469 g (Wi-Fi) 478 g (Wi-Fi + 4G)                           | 437 g (Wi-Fi) 444 g (Wi-Fi + 4G)                               | 456 g (Wi-Fi) 464 g (Wi-Fi + 4G)                               | 458 g (Wi-Fi) 460 g (Wi-Fi + 4G)                               | 461 g (Wi-Fi) 462 g (Wi-Fi + 5G)                               | 11″ = 462 g (Wi-Fi), 462 g (Wi-Fi + 5G) 13″ = 617 g (Wi-Fi), 618 g (Wi-Fi + 5G)   | 11″ = 460 g (Wi-Fi, Wi-Fi + 5G) 13″ = 616 g (Wi-Fi), 617 g (Wi-Fi + 5G)           |
| Abmessungen (H×B×T)              | Abmessungen (H×B×T)              | 240,0 × 169,5 × 7,5 mm                                     | 240,0 × 169,5 × 6,1 mm                                         | 250,6 × 174,1 × 6,1 mm                                         | 247,6 × 178,5 × 6,1 mm                                         | 247,6 × 178,5 × 6,1 mm                                         | 11″ = 247,6 mm × 178 mm × 6,1 mm 13″ = 280,6 mm × 214,9 mm × 6,1 mm               | 11″ = 247,6 mm × 178,5 mm × 6,1 mm 13″ = 280,6 mm × 214,9 mm × 6,1 mm             |
| Bildschirmgröße                  | Bildschirmgröße                  | 246 mm (9,7 Zoll)                                          | 246 mm (9,7 Zoll)                                              | 266 mm (10,5 Zoll)                                             | 276,9 mm (10,9 Zoll)                                           | 276,9 mm (10,9 Zoll)                                           | 11″ = 276,9 mm (10,9 Zoll) 13″ = 330,2 mm (13 Zoll)                               | 11″ = 276,9 mm (10,9 Zoll) 13″ = 330,2 mm (13 Zoll)                               |
| Bildschirmauflösung              | Bildschirmauflösung              | 2048 × 1536 Pixel, 264 ppi (Retina-Display), 60 Hz         | 2048 × 1536 Pixel, 264 ppi (Retina-Display), 60 Hz             | 2224 × 1668 Pixel, 264 ppi (Retina-Display), 60 Hz             | 2360 × 1640 Pixel, 264 ppi (Liquid-Retina-Display), 60 Hz      | 2360 × 1640 Pixel, 264 ppi (Liquid-Retina-Display), 60 Hz      | 11″ = 2360 × 1640 Pixeln, 264 ppi, 60 Hz 13″ = 2732 × 2048 Pixeln, 264 ppi, 60 Hz | 11″ = 2360 × 1640 Pixeln, 264 ppi, 60 Hz 13″ = 2732 × 2048 Pixeln, 264 ppi, 60 Hz |
| Aktuelles Betriebssystem         | Aktuelles Betriebssystem         | iOS 12.5.7                                                 | iPadOS 15.8.4                                                  | iPadOS 18.5                                                    | iPadOS 18.5                                                    | iPadOS 18.5                                                    | iPadOS 18.5                                                                       | iPadOS 18.5                                                                       |
| Kamera                           | hinten                           | Foto: 5 MP ƒ/2.4 Video: 1080p 30 fps                       | Foto: 8 MP ƒ/2.4 Video: 1080p 30 fps                           | Foto: 8 MP ƒ/2.4 Video: 1080p 30 fps                           | Foto: 12 MP ƒ/1.8 Video: 4K 60 fps                             | Foto: 12 MP ƒ/1.8 Video: 4K 60 fps                             | Foto: 12 MP ƒ/1.8 Video: 4K 60 fps                                                | Foto: 12 MP ƒ/1.8 Video: 4K 60 fps                                                |
| Kamera                           | vorn                             | Foto: 1,2 MP ƒ/2.2 Video: 720p 30 fps                      | Foto: 1,2 MP ƒ/2.2 Video: 720p 30 fps                          | Foto: 7 MP ƒ/2.2 Video: 1080p                                  | Foto: 7 MP ƒ/2.0 Video: 1080p                                  | Foto: 12 MP ƒ/2.4 Video: 1080p                                 | Foto: 12 MP ƒ/2.0 Video: 1080p 60 fps                                             | Foto: 12 MP ƒ/2.0 Video: 1080p 60 fps                                             |
| System- on-a-Chip                | SoC- Bezeichnung                 | Apple A7 S5L8965                                           | Apple A8X APL1012                                              | Apple A12 Bionic APL1W81                                       | Apple A14 Bionic APL1W01                                       | Apple M1                                                       | Apple M2                                                                          | Apple M3                                                                          |
| System- on-a-Chip                | RAM                              | 1 GB LPDDR3                                                | 2 GB LPDDR3                                                    | 3 GB LPDDR4X                                                   | 4 GB LPDDR4X                                                   | 8 GB LPDDR5                                                    | 8 GB LPDDR5                                                                       | 8 GB LPDDR5                                                                       |
| System- on-a-Chip                | Prozessor                        | Apple Cyclone (2 × 1,4 GHz, 28nm)                          | Apple Typhoon (3 × 1,5 GHz, 20nm)                              | Apple Vortex + Tempest (2 × 2,5 GHz + 4 × 1,59 GHz, 7nm)       | Apple Firestorm + Icestorm (2 × 2,99 GHz + 4 × 1,82 GHz, 5nm)  | Apple Firestorm + Icestorm (4 × 3,2 GHz + 4 × 2,06 GHz, 5nm)   | Apple Avalanche + Efficiency (4 × 3,49 GHz + 4 × 2,4 GHz, 5nm)                    | Apple Performance + Efficiency (4 × 4,05 GHz + 4 × 2,75 GHz, 3nm)                 |
| System- on-a-Chip                | Grafikprozessor                  | PowerVR G6430                                              | PowerVR GX6650                                                 | Apple Quad-Core GPU (1,1 GHz)                                  | Apple Quad-Core GPU                                            | Apple Octa-Core GPU                                            | Apple 9‑Core GPU                                                                  | Apple 9‑Core GPU                                                                  |
| Konnektivität                    | WLAN + Bluetooth-Chip            | Broadcom BCM43342 (USI 339S0213)                           | Broadcom BCM4345 (Murata 339S02541)                            | USI 339S00551                                                  |                                                                |                                                                |                                                                                   |                                                                                   |
| Konnektivität                    | WLAN                             | 802.11a/b/g/n (2,4 GHz und 5 GHz) + MIMO                   | 802.11a/b/g/n/ac (2,4 GHz und 5 GHz) + MIMO                    | 802.11a/b/g/n/ac (2,4 GHz und 5 GHz) + MIMO                    | 802.11ax (Wi-Fi 6) + MIMO                                      | 802.11ax (Wi-Fi 6) + MIMO                                      | 802.11ax (Wi-Fi 6E) + MIMO                                                        | 802.11ax (Wi-Fi 6E) + MIMO                                                        |
| Konnektivität                    | Bluetooth                        | Bluetooth 4.0                                              | Bluetooth 4.2                                                  | Bluetooth 5.0                                                  | Bluetooth 5.0                                                  | Bluetooth 5.0                                                  | Bluetooth 5.3                                                                     | Bluetooth 5.3                                                                     |
| Konnektivität                    | Modem                            | Qualcomm MDM9615                                           | Qualcomm MDM9625                                               | Intel PMB9955                                                  | Intel PMB9960                                                  |                                                                |                                                                                   |                                                                                   |
| (nur Cellular-Modelle)           | 2G                               | GSM/EDGE (850, 900, 1800, 1900 MHz)                        | GSM/EDGE (850, 900, 1800, 1900 MHz)                            | GSM/EDGE (850, 900, 1800, 1900 MHz)                            | GSM/EDGE (850, 900, 1800, 1900 MHz)                            |                                                                |                                                                                   |                                                                                   |
|                                  | 3G                               | UMTS/HSPA/HSPA+/DC-HSDPA (850, 900, 1900, 2100 MHz)        | UMTS/HSPA/HSPA+/DC-HSDPA (850, 900, 1700/2100, 1900, 2100 MHz) | UMTS/HSPA/HSPA+/DC-HSDPA (850, 900, 1700/2100, 1900, 2100 MHz) | UMTS/HSPA/HSPA+/DC-HSDPA (850, 900, 1700/2100, 1900, 2100 MHz) | UMTS/HSPA/HSPA+/DC-HSDPA (850, 900, 1700/2100, 1900, 2100 MHz) | UMTS/HSPA/HSPA+/DC-HSDPA (850, 900, 1700/2100, 1900, 2100 MHz)                    | UMTS/HSPA/HSPA+/DC-HSDPA (850, 900, 1700/2100, 1900, 2100 MHz)                    |
|                                  | 4G                               | LTE                                                        | LTE                                                            | LTE+                                                           | LTE+                                                           | LTE+                                                           | LTE+                                                                              | LTE+                                                                              |
|                                  | 5G                               | —                                                          | —                                                              | —                                                              | —                                                              | 5G                                                             | 5G                                                                                | 5G                                                                                |
| Anschlüsse                       | Anschlüsse                       | Lightning, Kopfhörerausgang                                | Lightning, Kopfhörerausgang                                    | Lightning, Kopfhörerausgang, Smart Connector                   | USB-C (5 Gbit/s), Smart Connector                              | USB-C (10 Gbit/s), Smart Connector                             | USB-C (10 Gbit/s), Smart Connector                                                | USB-C (10 Gbit/s), Smart Connector                                                |
| Lautsprecher                     | Lautsprecher                     | Stereo                                                     | Stereo                                                         | Stereo                                                         | Stereo                                                         | Stereo                                                         | Stereo                                                                            | Stereo                                                                            |
| Mikrofon                         | Mikrofon                         | Stereo                                                     | Stereo                                                         | Stereo                                                         | Stereo                                                         | Stereo                                                         | Stereo                                                                            | Stereo                                                                            |
| Sensoren                         | Sensoren                         | 3-Achsen-Gyrosensor                                        | 3-Achsen-Gyrosensor                                            | 3-Achsen-Gyrosensor                                            | 3-Achsen-Gyrosensor                                            | 3-Achsen-Gyrosensor                                            | 3-Achsen-Gyrosensor                                                               | 3-Achsen-Gyrosensor                                                               |
| Sensoren                         | Sensoren                         | Beschleunigungssensor                                      |                                                                |                                                                |                                                                |                                                                |                                                                                   |                                                                                   |
| Sensoren                         | Sensoren                         | Umgebungslichtsensor                                       |                                                                |                                                                |                                                                |                                                                |                                                                                   |                                                                                   |
| Sensoren                         | Sensoren                         | —                                                          | Barometer                                                      | Barometer                                                      | Barometer                                                      | Barometer                                                      | Barometer                                                                         | Barometer                                                                         |
| Sensoren                         | Sensoren                         | —                                                          | Touch ID (1. Generation)                                       | Touch ID (2. Generation)                                       | Touch ID (2. Generation)                                       | Touch ID (2. Generation)                                       | Touch ID (2. Generation)                                                          | Touch ID (2. Generation)                                                          |
| Sensoren                         | Sensoren                         | —                                                          | —                                                              | Apple Pencil 1. Gen.                                           | Apple Pencil 2. Gen.                                           | Apple Pencil 2. Gen.                                           | Apple Pencil Pro und Apple Pencil (USB‑C)                                         | Apple Pencil Pro und Apple Pencil (USB‑C)                                         |
| Verkaufsbezeichnung (Einführung) | Verkaufsbezeichnung (Einführung) | iPad Air (Herbst 2013)                                     | iPad Air 2 (Herbst 2014)                                       | iPad Air 3 (März 2019)                                         | iPad Air 4 (September 2020)                                    | iPad Air 5 (März 2022)                                         | iPad Air 6 (11″ & 13″) (Mai 2024)                                                 | iPad Air 7 (11″ & 13″) (März 2025)                                                |

### iPad mini
| Verkaufsbezeichnung (Einführung) | Verkaufsbezeichnung (Einführung) | iPad mini (Herbst 2012)                                    | iPad mini 2 (Herbst 2013)                                  | iPad mini 3 (Herbst 2014)                                                 | iPad mini 4 (Herbst 2015)                                                 | iPad mini 5 (März 2019)                                        | iPad mini 6 (September 2021)                                   | iPad mini 7 (Oktober 2024)                                     |
| -------------------------------- | -------------------------------- | ---------------------------------------------------------- | ---------------------------------------------------------- | ------------------------------------------------------------------------- | ------------------------------------------------------------------------- | -------------------------------------------------------------- | -------------------------------------------------------------- | -------------------------------------------------------------- |
| Modellnummer                     | Modellnummer                     | A1432 A1454 (Cellular) A1455 (Cellular MM)                 | A1489 A1490, A1491 (Cellular)                              | A1599 A1600, A1601 (Cellular)                                             | A1538 A1550 (Cellular)                                                    | A2133 A2124, A2125, A2126 (Cellular)                           | A2567 A2568, A2569 (Cellular)                                  | A2993, A2995, A2996                                            |
| Vertriebsstatus (seitens Apple)  | Vertriebsstatus (seitens Apple)  | Verkauf eingestellt                                        | Verkauf eingestellt                                        | Verkauf eingestellt                                                       | Verkauf eingestellt                                                       | Verkauf eingestellt                                            | Verkauf eingestellt                                            | Gerät verfügbar                                                |
| Interne Generation und Revision  | Interne Generation und Revision  | iPad 2,5 – iPad 2,7                                        | iPad 4,4 – iPad 4,6                                        | iPad 4,7 – iPad 4,9                                                       | iPad 5,1 – iPad 5,2                                                       | iPad 11,1 – iPad 11,2                                          | iPad 14,1 – iPad 14,2                                          | iPad 16,1 – iPad 16,2                                          |
| Fest-Speicher                    | Fest-Speicher                    | 16, 32 und 64 GB                                           | 16, 32, 64 und 128 GB                                      | 16, 32, 64 und 128 GB (16, 32 und 64 GB wurden später vom Markt genommen) | 16, 32, 64 und 128 GB (16, 32 und 64 GB wurden später vom Markt genommen) | 64 und 256 GB                                                  | 64 und 256 GB                                                  | 128, 256 und 512 GB                                            |
| Akkulaufzeit                     | Akkulaufzeit                     | 10 Stunden (gegebenenfalls 9 Stunden bei Mobilfunknutzung) | 10 Stunden (gegebenenfalls 9 Stunden bei Mobilfunknutzung) | 10 Stunden (gegebenenfalls 9 Stunden bei Mobilfunknutzung)                | 10 Stunden (gegebenenfalls 9 Stunden bei Mobilfunknutzung)                | 10 Stunden (gegebenenfalls 9 Stunden bei Mobilfunknutzung)     | 10 Stunden (gegebenenfalls 9 Stunden bei Mobilfunknutzung)     | 10 Stunden (gegebenenfalls 9 Stunden bei Mobilfunknutzung)     |
| Akkukapazität                    | Akkukapazität                    | 16,5 Wh 4440 mAh, 3,72 Volt                                | 24,3 Wh 6471 mAh, 3,75 Volt                                | 24,3 Wh 6471 mAh, 3,75 Volt                                               | 19,1 Wh 5124 mAh, 3,82 Volt                                               | 19,1 Wh 5124 mAh, 3,82 Volt                                    | 19,3 Wh 5443 mAh, 3,7 Volt                                     | 19,3 Wh 5443 mAh, 3,7 Volt                                     |
| Gewicht                          | Gewicht                          | 308 g (Wi-Fi) 312 g (Wi-Fi + 4G)                           | 331 g (Wi-Fi) 341 g (Wi-Fi + 4G)                           | 331 g (Wi-Fi) 341 g (Wi-Fi + 4G)                                          | 298,8 g (Wi-Fi) 304 g (Wi-Fi + 4G)                                        | 300,5 g (Wi-Fi) 308,2 g (Wi-Fi + 4G)                           | 293 g (Wi-Fi) 297 g (Wi-Fi + 5G)                               | 293 g (Wi-Fi) 297 g (Wi-Fi + 5G)                               |
| Abmessungen (H×B×T)              | Abmessungen (H×B×T)              | 200,0 × 134,7 × 7,2 mm                                     | 200,0 × 134,7 × 7,5 mm                                     | 200,0 × 134,7 × 7,5 mm                                                    | 203,2 × 134,8 × 6,1 mm                                                    | 203,2 × 134,8 × 6,1 mm                                         | 195,4 × 134,8 × 6,3 mm                                         | 195,4 × 134,8 × 6,3 mm                                         |
| Bildschirmgröße                  | Bildschirmgröße                  | 201 mm (7,9 Zoll)                                          | 201 mm (7,9 Zoll)                                          | 201 mm (7,9 Zoll)                                                         | 201 mm (7,9 Zoll)                                                         | 201 mm (7,9 Zoll)                                              | 211 mm (8,3 Zoll)                                              | 211 mm (8,3 Zoll)                                              |
| Bildschirmauflösung              | Bildschirmauflösung              | 1024 × 768 Pixel, 163 ppi, 60 Hz                           | 2048 × 1536 Pixel, 326 ppi (Retina-Display), 60 Hz         | 2048 × 1536 Pixel, 326 ppi (Retina-Display), 60 Hz                        | 2048 × 1536 Pixel, 326 ppi (Retina-Display), 60 Hz                        | 2048 × 1536 Pixel, 326 ppi (Retina-Display), 60 Hz             | 2266 × 1488 Pixel, 326 ppi (Liquid Retina-Display), 60 Hz      | 2266 × 1488 Pixel, 326 ppi (Liquid Retina-Display), 60 Hz      |
| Aktuelles Betriebssystem         | Aktuelles Betriebssystem         | iOS 9.3.6                                                  | iOS 12.5.7                                                 | iOS 12.5.7                                                                | iPadOS 15.8.4                                                             | iPadOS 18.5                                                    | iPadOS 18.5                                                    | iPadOS 18.5                                                    |
| Kamera                           | hinten                           | Foto: 5 MP ƒ/2.4 Video: 1080p 30 fps                       | Foto: 5 MP ƒ/2.4 Video: 1080p 30 fps                       | Foto: 5 MP ƒ/2.4 Video: 1080p 30 fps                                      | Foto: 8 MP ƒ/2.4 Video: 1080p 30 fps                                      | Foto: 8 MP ƒ/2.4 Video: 1080p 30 fps                           | Foto: 12 MP ƒ/1.8 Video: 4K 60 fps                             | Foto: 12 MP ƒ/1.8 Video: 4K 60 fps                             |
| Kamera                           | vorne                            | Foto: 1,2 MP Video: 720p                                   | Foto: 1,2 MP Video: 720p                                   | Foto: 1,2 MP Video: 720p                                                  | Foto: 1,2 MP Video: 720p                                                  | Foto: 7 MP Video: 1080p 30 fps                                 | Foto: 12 MP f/2.4 Video: 1080p 60 fps                          | Foto: 12 MP f/2.4 Video: 1080p 60 fps                          |
| System- on-a-Chip                | SoC- Bezeichnung                 | Apple A5 S5L8942                                           | Apple A7 S5L8960                                           | Apple A7 S5L8960                                                          | Apple A8 APL1011                                                          | Apple A12 Bionic APL1W81                                       | Apple A15 Bionic                                               | Apple A17 Pro                                                  |
| System- on-a-Chip                | RAM                              | 512 MB LPDDR2                                              | 1 GB LPDDR3                                                | 1 GB LPDDR3                                                               | 2 GB LPDDR3                                                               | 3 GB LPDDR4X                                                   | 4 GB LPDDR4X                                                   | 8 GB LPDDR4                                                    |
| System- on-a-Chip                | Prozessor                        | ARM-Cortex A9 (2 × 1 GHz, 32nm)                            | Apple Cyclone (2 × 1,3 GHz, 28nm)                          | Apple Cyclone (2 × 1,3 GHz, 28nm)                                         | Apple Typhoon (2 × 1,5 GHz, 20nm)                                         | Apple Vortex + Tempest (2 × 2,50 GHz + 4 × 1,59 GHz, 7nm)      | Apple Avalanche + Blizzard (2 × 2,93 GHz + 4 × 1,59 GHz, 5nm)  | Apple Avalanche + Blizzard (4 × 3,78 GHz + 2 × 2,11 GHz, 3nm)  |
| System- on-a-Chip                | Grafikprozessor                  | PowerVR SGX543MP2 (200 MHz)                                | PowerVR G6430                                              | PowerVR G6430                                                             | PowerVR GX6450                                                            | Apple Quad-Core GPU (1,1 GHz)                                  | Apple 5-Core GPU                                               | Apple 5-Core GPU                                               |
| Konnektivität                    | WLAN + Bluetooth-Chip            | Broadcom BCM4334 (Murata 339S0171)                         | Broadcom BCM43342 (USI 339S0213)                           | Broadcom BCM43342 (USI 339S0213)                                          | USI 339S00045                                                             | USI 339S00551                                                  |                                                                |                                                                |
| Konnektivität                    | WLAN                             | 802.11a/b/g/n (2,4 GHz und 5 GHz)                          | 802.11a/b/g/n (2,4 GHz und 5 GHz) + MIMO                   | 802.11a/b/g/n (2,4 GHz und 5 GHz) + MIMO                                  | 802.11a/b/g/n/ac (2,4 GHz und 5 GHz) + MIMO                               | 802.11a/b/g/n/ac (2,4 GHz und 5 GHz) + MIMO                    | 802.11ax (Wi-Fi 6) + MIMO                                      | 802.11ax (Wi-Fi 6E) + MIMO                                     |
| Konnektivität                    | Bluetooth                        | Bluetooth 4.0                                              | Bluetooth 4.0                                              | Bluetooth 4.0                                                             | Bluetooth 4.2                                                             | Bluetooth 5.0                                                  | Bluetooth 5.0                                                  | Bluetooth 5.3                                                  |
| Konnektivität                    | Modem                            | Qualcomm MDM9615                                           | Qualcomm MDM9615                                           | Qualcomm MDM9615                                                          | Qualcomm MDM9625                                                          | Intel PMB9955                                                  |                                                                |                                                                |
| (nur Cellular-Modelle)           | 2G                               | GSM/EDGE (850, 900, 1800, 1900 MHz)                        | GSM/EDGE (850, 900, 1800, 1900 MHz)                        | GSM/EDGE (850, 900, 1800, 1900 MHz)                                       | GSM/EDGE (850, 900, 1800, 1900 MHz)                                       | GSM/EDGE (850, 900, 1800, 1900 MHz)                            | GSM/EDGE (850, 900, 1800, 1900 MHz)                            | —                                                              |
| (nur Cellular-Modelle)           | 3G                               | UMTS/HSPA+/DC-HSDPA (850, 900, 1900, 2100 MHz)             | UMTS/HSPA/HSUPA/DC-HSDPA (850, 900, 1900, 2100 MHz)        | UMTS/HSPA/HSPA+/DC‑HSDPA (850, 900, 1700/2100, 1900, 2100 MHz)            | UMTS/HSPA/HSPA+/DC‑HSDPA (850, 900, 1700/2100, 1900, 2100 MHz)            | UMTS/HSPA/HSPA+/DC‑HSDPA (850, 900, 1700/2100, 1900, 2100 MHz) | UMTS/HSPA/HSPA+/DC‑HSDPA (850, 900, 1700/2100, 1900, 2100 MHz) | UMTS/HSPA/HSPA+/DC‑HSDPA (850, 900, 1700/2100, 1900, 2100 MHz) |
| (nur Cellular-Modelle)           | 4G                               | LTE                                                        | LTE                                                        | LTE                                                                       | LTE                                                                       | LTE+                                                           | LTE+ (32 Bänder)                                               | LTE+ (32 Bänder)                                               |
| (nur Cellular-Modelle)           | 5G                               | —                                                          | —                                                          | —                                                                         | —                                                                         | —                                                              | 5G                                                             | 5G                                                             |
| Anschlüsse                       | Anschlüsse                       | Lightning, Kopfhörerausgang                                | Lightning, Kopfhörerausgang                                | Lightning, Kopfhörerausgang                                               | Lightning, Kopfhörerausgang                                               | Lightning, Kopfhörerausgang                                    | USB-C (5 Gbit/s)                                               | USB-C (10 Gbit/s)                                              |
| Lautsprecher                     | Lautsprecher                     | Stereo                                                     | Stereo                                                     | Stereo                                                                    | Stereo                                                                    | Stereo                                                         | Stereo                                                         | Stereo                                                         |
| Mikrofon                         | Mikrofon                         | Mono                                                       | Stereo                                                     | Stereo                                                                    | Stereo                                                                    | Stereo                                                         | Stereo                                                         | Stereo                                                         |
| Sensoren                         | Sensoren                         | 3-Achsen-Gyrosensor                                        | 3-Achsen-Gyrosensor                                        | 3-Achsen-Gyrosensor                                                       | 3-Achsen-Gyrosensor                                                       | 3-Achsen-Gyrosensor                                            | 3-Achsen-Gyrosensor                                            | 3-Achsen-Gyrosensor                                            |
| Sensoren                         | Sensoren                         | Beschleunigungssensor                                      |                                                            |                                                                           |                                                                           |                                                                |                                                                |                                                                |
| Sensoren                         | Sensoren                         | Umgebungslichtsensor                                       |                                                            |                                                                           |                                                                           |                                                                |                                                                |                                                                |
| Sensoren                         | Sensoren                         | —                                                          | —                                                          | Barometer                                                                 | Barometer                                                                 | Barometer                                                      | Barometer                                                      | Barometer                                                      |
| Sensoren                         | Sensoren                         | —                                                          | —                                                          | Touch ID (1. Generation)                                                  | Touch ID (1. Generation)                                                  | Touch ID (2. Generation)                                       | Touch ID seitliche Taste                                       | Touch ID seitliche Taste                                       |
| Sensoren                         | Sensoren                         | —                                                          | —                                                          | —                                                                         | —                                                                         | Apple Pencil 1. Gen.                                           | Apple Pencil 2. Gen.                                           | Apple Pencil Pro und Apple Pencil (USB‑C)                      |
| Verkaufsbezeichnung (Einführung) | Verkaufsbezeichnung (Einführung) | iPad mini (Herbst 2012)                                    | iPad mini 2 (Herbst 2013)                                  | iPad mini 3 (Herbst 2014)                                                 | iPad mini 4 (Herbst 2015)                                                 | iPad mini 5 (März 2019)                                        | iPad mini 6 (September 2021)                                   | iPad mini 7 (Oktober 2024)                                     |

### iPad Pro
1. bis 3. Generation
| Verkaufsbezeichnung (Einführung) | Verkaufsbezeichnung (Einführung) | iPad Pro 12,9″ (1. Generation) (September 2015)                | iPad Pro 9,7″ (1. Generation) (März 2016)                      | iPad Pro 12,9″ (2. Generation) (Juni 2017)                     | iPad Pro 10,5″ (Juni 2017)                                     | iPad Pro 12,9″ (3. Generation) (Oktober 2018)                  | iPad Pro 11″ (Oktober 2018)                                    |
| -------------------------------- | -------------------------------- | -------------------------------------------------------------- | -------------------------------------------------------------- | -------------------------------------------------------------- | -------------------------------------------------------------- | -------------------------------------------------------------- | -------------------------------------------------------------- |
| Modellnummer                     | Modellnummer                     | A1584 A1652 (Cellular)                                         | A1673 A1674, A1675 (Cellular)                                  | A1670 A1671 (Cellular)                                         | A1701 A1709 (Cellular)                                         | A1876 A1895, A1983, A2014 (Cellular)                           | A1980 A1934, A1979, A2013 (Cellular)                           |
| Vertriebsstatus (seitens Apple)  | Vertriebsstatus (seitens Apple)  | Verkauf eingestellt                                            | Verkauf eingestellt                                            | Verkauf eingestellt                                            | Verkauf eingestellt                                            | Verkauf eingestellt                                            | Verkauf eingestellt                                            |
| Interne Generation und Revision  | Interne Generation und Revision  | iPad 6,7 – 6,8                                                 | iPad 6,3 – 6,4                                                 | iPad 7,1 – iPad 7,2                                            | iPad 7,3 – iPad 7,4                                            | iPad 8,5 – iPad 8,8                                            | iPad 8,1 – iPad 8,4                                            |
| Fest-Speicher                    | Fest-Speicher                    | 32, 128, 256 GB                                                | 32, 128, 256 GB                                                | 64, 256, 512 GB                                                | 64, 256, 512 GB                                                | 64, 256, 512 GB, 1 TB                                          | 64, 256, 512 GB, 1 TB                                          |
| Akkulaufzeit                     | Akkulaufzeit                     | 10 Stunden (gegebenenfalls 9 Stunden bei Mobilfunknutzung)     | 10 Stunden (gegebenenfalls 9 Stunden bei Mobilfunknutzung)     | 10 Stunden (gegebenenfalls 9 Stunden bei Mobilfunknutzung)     | 10 Stunden (gegebenenfalls 9 Stunden bei Mobilfunknutzung)     | 10 Stunden (gegebenenfalls 9 Stunden bei Mobilfunknutzung)     | 10 Stunden (gegebenenfalls 9 Stunden bei Mobilfunknutzung)     |
| Akkukapazität                    | Akkukapazität                    | 38,8 Wh 10307 mAh, 3,77 Volt                                   | 27,91 Wh 7306 mAh, 3,82 Volt                                   | 41 Wh 10875 mAh, 3,77 Volt                                     | 30,4 Wh 8134 mAh, 3,77 Volt                                    | 36,59 Wh 9720 mAh, 3,76 Volt                                   | 29,37 Wh 7812 mAh, 3,77 Volt                                   |
| Gewicht                          | Gewicht                          | 713 g (Wi-Fi) 723 g (Wi-Fi + 4G)                               | 437 g (Wi-Fi) 444 g (Wi-Fi + 4G)                               | 677 g (Wi-Fi) 692 g (Wi-Fi + 4G)                               | 469 g (Wi-Fi) 477 g (Wi-Fi + 4G)                               | 631 g (Wi-Fi) 633 g (Wi-Fi + 4G)                               | 468 g                                                          |
| Abmessungen (H×B×T)              | Abmessungen (H×B×T)              | 305,7 × 220,6 × 6,9 mm                                         | 240 × 169,5 × 6,1 mm                                           | 305,7 × 220,6 × 6,9 mm                                         | 250,6 × 174,1 × 6,1 mm                                         | 280,6 × 214,9 × 5,9 mm                                         | 247,6 × 178,5 × 5,9 mm                                         |
| Bildschirmgröße                  | Bildschirmgröße                  | 32,77 cm (12,9 Zoll)                                           | 24,63 cm (9,7 Zoll)                                            | 32,77 cm (12,9 Zoll)                                           | 26,67 cm (10,5 Zoll)                                           | 32,77 cm (12,9 Zoll)                                           | 27,96 cm (11 Zoll)                                             |
| Bildschirmauflösung              | Bildschirmauflösung              | 2732 × 2048 Pixel, 264 ppi (Retina-Display), 60 Hz             | 2048 × 1536 Pixel, 264 ppi (Retina-Display), 60 Hz             | 2732 × 2048 Pixel, 264 ppi (Retina-Display), 120 Hz            | 2224 × 1668 Pixel, 264 ppi (Retina-Display), 120 Hz            | 2732 × 2048 Pixel, 264 ppi (Liquid-Retina-Display), 120 Hz     | 2388 × 1668 Pixel, 264 ppi (Liquid-Retina-Display), 120 Hz     |
| Aktuelles Betriebssystem         | Aktuelles Betriebssystem         | iPadOS 16.8.1                                                  | iPadOS 16.8.1                                                  | iPadOS 17.7.10                                                 | iPadOS 17.7.10                                                 | iPadOS 18.5                                                    | iPadOS 18.5                                                    |
| Kamera                           | hinten                           | Foto: 8 MP ƒ/2.4 Video: 1080p 30 fps                           | Foto: 12 MP ƒ/2.2 Video: 4k 30 fps                             | Foto: 12 MP ƒ/1.8 Video: 4k 30 fps                             | Foto: 12 MP ƒ/1.8 Video: 4k 30 fps                             | Foto: 12 MP ƒ/1.8 Video: 4k 60 fps                             | Foto: 12 MP ƒ/1.8 Video: 4k 60 fps                             |
| Kamera                           | vorn                             | Foto: 1,2 MP ƒ/2.2 Video: 720p                                 | Foto: 5 MP ƒ2.2 Video: 720p                                    | Foto: 7 MP ƒ/2.2 Video: 1080p                                  | Foto: 7 MP ƒ/2.2 Video: 1080p                                  | Foto: 7 MP ƒ/2.2 Video: 1080p 60 fps                           | Foto: 7 MP ƒ/2.2 Video: 1080p 60 fps                           |
| System- on-a-Chip                | SoC- Bezeichnung                 | Apple A9X TSMC: APL1021                                        | Apple A9X TSMC: APL1021                                        | Apple A10X Fusion TSMC: APL1071                                | Apple A10X Fusion TSMC: APL1071                                | Apple A12X Bionic TSMC: APL1083                                | Apple A12X Bionic TSMC: APL1083                                |
| System- on-a-Chip                | RAM                              | 4 GB LPDDR4                                                    | 2 GB LPDDR4                                                    | 4 GB LPDDR4                                                    | 4 GB LPDDR4                                                    | 4 oder 6 GB (beim 1-TB-Modell) LPDDR4X                         | 4 oder 6 GB (beim 1-TB-Modell) LPDDR4X                         |
| System- on-a-Chip                | Prozessor                        | Apple Twister (2 × 2,26 GHz, 16nm)                             | Apple Twister (2 × 2,26 GHz, 16nm)                             | Apple Hurricane + Zephyr (3 × 2,34 GHz + 3 × 1,05 GHz, 10nm)   | Apple Hurricane + Zephyr (3 × 2,34 GHz + 3 × 1,05 GHz, 10nm)   | Apple Vortex + Tempest (4 × 2,50 GHz + 4 × 1,59 GHz, 7nm)      | Apple Vortex + Tempest (4 × 2,50 GHz + 4 × 1,59 GHz, 7nm)      |
| System- on-a-Chip                | Grafikprozessor                  | PowerVR 12-Cluster 7XT-Serie                                   | PowerVR 12-Cluster 7XT-Serie                                   | PowerVR 12-Cluster 7XT-Serie (modifiziert)                     | PowerVR 12-Cluster 7XT-Serie (modifiziert)                     | Apple Hepta-Core-GPU (1,1 GHz)                                 | Apple Hepta-Core-GPU (1,1 GHz)                                 |
| Konnektivität                    | WLAN + Bluetooth-Chip            | USI 339S00045                                                  | Murata 339S00109                                               | Murata 339S00249                                               | Murata 339S00249                                               | Murata 339S00249                                               | USI 339S00551                                                  |
| Konnektivität                    | WLAN                             | 802.11a/b/g/n/ac (2,4 GHz und 5 GHz) + MIMO                    | 802.11a/b/g/n/ac (2,4 GHz und 5 GHz) + MIMO                    | 802.11a/b/g/n/ac (2,4 GHz und 5 GHz) + MIMO                    | 802.11a/b/g/n/ac (2,4 GHz und 5 GHz) + MIMO                    | 802.11a/b/g/n/ac (2,4 GHz und 5 GHz) + MIMO                    | 802.11a/b/g/n/ac (2,4 GHz und 5 GHz) + MIMO                    |
| Konnektivität                    | Bluetooth                        | Bluetooth 4.2                                                  | Bluetooth 4.2                                                  | Bluetooth 4.2                                                  | Bluetooth 4.2                                                  | Bluetooth 5.0                                                  | Bluetooth 5.0                                                  |
| Konnektivität                    | Modem                            | Qualcomm MDM9625                                               | Qualcomm MDM9635                                               | Qualcomm MDM9645                                               | Qualcomm MDM9645                                               | Intel PMB9955                                                  | Intel PMB9955                                                  |
| (nur Cellular-Modelle)           | 2G                               | GSM/EDGE (850, 900, 1800, 1900 MHz)                            | GSM/EDGE (850, 900, 1800, 1900 MHz)                            | GSM/EDGE (850, 900, 1800, 1900 MHz)                            | GSM/EDGE (850, 900, 1800, 1900 MHz)                            | GSM/EDGE (850, 900, 1800, 1900 MHz)                            | GSM/EDGE (850, 900, 1800, 1900 MHz)                            |
| (nur Cellular-Modelle)           | 3G                               | UMTS/HSPA/HSPA+/DC‑HSDPA (850, 900, 1700/2100, 1900, 2100 MHz) | UMTS/HSPA/HSPA+/DC‑HSDPA (850, 900, 1700/2100, 1900, 2100 MHz) | UMTS/HSPA/HSPA+/DC‑HSDPA (850, 900, 1700/2100, 1900, 2100 MHz) | UMTS/HSPA/HSPA+/DC‑HSDPA (850, 900, 1700/2100, 1900, 2100 MHz) | UMTS/HSPA/HSPA+/DC‑HSDPA (850, 900, 1700/2100, 1900, 2100 MHz) | UMTS/HSPA/HSPA+/DC‑HSDPA (850, 900, 1700/2100, 1900, 2100 MHz) |
| (nur Cellular-Modelle)           | 4G                               | LTE+                                                           | LTE+                                                           | LTE+                                                           | LTE+                                                           | LTE+                                                           | LTE+                                                           |
| (nur Cellular-Modelle)           | 5G                               | —                                                              | —                                                              | —                                                              | —                                                              | —                                                              | —                                                              |
| Anschlüsse                       | Anschlüsse                       | Lightning, Kopfhörerausgang, Smart Connector                   | Lightning, Kopfhörerausgang, Smart Connector                   | Lightning, Kopfhörerausgang, Smart Connector                   | Lightning, Kopfhörerausgang, Smart Connector                   | USB-C (10 Gbit/s), Smart Connector                             | USB-C (10 Gbit/s), Smart Connector                             |
| Lautsprecher                     | Lautsprecher                     | Stereo (4 Lautsprecher)                                        | Stereo (4 Lautsprecher)                                        | Stereo (4 Lautsprecher)                                        | Stereo (4 Lautsprecher)                                        | Stereo (4 Lautsprecher)                                        | Stereo (4 Lautsprecher)                                        |
| Mikrofon                         | Mikrofon                         | Stereo                                                         | Stereo                                                         | Stereo                                                         | Stereo                                                         | 5 Mikrofone                                                    | 5 Mikrofone                                                    |
| Sensoren                         | Sensoren                         | 3-Achsen-Gyrosensor                                            | 3-Achsen-Gyrosensor                                            | 3-Achsen-Gyrosensor                                            | 3-Achsen-Gyrosensor                                            | 3-Achsen-Gyrosensor                                            | 3-Achsen-Gyrosensor                                            |
| Sensoren                         | Sensoren                         | Beschleunigungssensor                                          |                                                                |                                                                |                                                                |                                                                |                                                                |
| Sensoren                         | Sensoren                         | Umgebungslichtsensor                                           |                                                                |                                                                |                                                                |                                                                |                                                                |
| Sensoren                         | Sensoren                         | Barometer                                                      |                                                                |                                                                |                                                                |                                                                |                                                                |
| Sensoren                         | Sensoren                         | Touch ID (2. Generation)                                       | Touch ID (2. Generation)                                       | Touch ID (2. Generation)                                       | Touch ID (2. Generation)                                       | Face ID                                                        | Face ID                                                        |
| Sensoren                         | Sensoren                         | Apple Pencil 1. Generation                                     | Apple Pencil 1. Generation                                     | Apple Pencil 1. Generation                                     | Apple Pencil 1. Generation                                     | Apple Pencil 2. Generation                                     | Apple Pencil 2. Generation                                     |
| Verkaufsbezeichnung (Einführung) | Verkaufsbezeichnung (Einführung) | iPad Pro 12,9″ (1. Generation) (September 2015)                | iPad Pro 9,7″ (1. Generation) (März 2016)                      | iPad Pro 12,9″ (2. Generation) (Juni 2017)                     | iPad Pro 10,5″ (Juni 2017)                                     | iPad Pro 12,9″ (3. Generation) (Oktober 2018)                  | iPad Pro 11″ (Oktober 2018)                                    |

ab 4. Generation
| Verkaufsbezeichnung (Einführung) | Verkaufsbezeichnung (Einführung) | iPad Pro 12,9″ (4. Generation) (März 2020)                            | iPad Pro 11″ (2. Generation) (März 2020)                              | iPad Pro 11″ (3. Generation) (April 2021)                             | iPad Pro 12,9″ (5. Generation) (April 2021)                           | iPad Pro 11″ (4. Generation) (Oktober 2022)                           | iPad Pro 12,9″ (6. Generation) (Oktober 2022)                         | iPad Pro 11″ (5. Generation) (Mai 2024)                                            | iPad Pro 13″ (Mai 2024)                                                            |
| -------------------------------- | -------------------------------- | --------------------------------------------------------------------- | --------------------------------------------------------------------- | --------------------------------------------------------------------- | --------------------------------------------------------------------- | --------------------------------------------------------------------- | --------------------------------------------------------------------- | ---------------------------------------------------------------------------------- | ---------------------------------------------------------------------------------- |
| Modellnummer                     | Modellnummer                     | A2229 A2069, A2232, A2233 (Cellular)                                  | A2228 A2068, A2230, A2231 (Cellular)                                  | A2377 Cellular: A2459, A2301 (mmWave), A2460 (China)                  | A2378 Cellular: A2461, A2379 (mmWave), A2462 (China)                  | A2759 Cellular: A2761, A2435 (mmWave), A2762 (China)                  | A2436 Cellular: A2437, A2764 (mmWave), A2766 (China)                  | A2836 Cellular: A2837, A3006                                                       | A2838 Cellular: A2839, A3007                                                       |
| Vertriebsstatus (seitens Apple)  | Vertriebsstatus (seitens Apple)  | Verkauf eingestellt                                                   | Verkauf eingestellt                                                   | Verkauf eingestellt                                                   | Verkauf eingestellt                                                   | Verkauf eingestellt                                                   | Verkauf eingestellt                                                   | Gerät verfügbar                                                                    | Gerät verfügbar                                                                    |
| Interne Generation und Revision  | Interne Generation und Revision  | iPad 8,11 – iPad 8,12                                                 | iPad 8,9 – iPad 8,10                                                  | iPad 13,4 – iPad 13,7                                                 | iPad 13,8 – iPad 13,11                                                | iPad 14,3 – iPad 14,4                                                 | iPad 14,5 – iPad 14,6                                                 | iPad 16,3 – iPad 16,4                                                              | iPad 16,5 – iPad 16,6                                                              |
| Fest-Speicher                    | Fest-Speicher                    | 128, 256, 512 GB, 1 TB                                                | 128, 256, 512 GB, 1 TB                                                | 128, 256, 512 GB, 1 TB, 2 TB                                          | 128, 256, 512 GB, 1 TB, 2 TB                                          | 128, 256, 512 GB, 1 TB, 2 TB                                          | 128, 256, 512 GB, 1 TB, 2 TB                                          | 256, 512 GB, 1 TB, 2 TB                                                            | 256, 512 GB, 1 TB, 2 TB                                                            |
| Akkulaufzeit                     | Akkulaufzeit                     | 10 Stunden (gegebenenfalls 9 Stunden bei Mobilfunknutzung)            | 10 Stunden (gegebenenfalls 9 Stunden bei Mobilfunknutzung)            | 10 Stunden (gegebenenfalls 9 Stunden bei Mobilfunknutzung)            | 10 Stunden (gegebenenfalls 9 Stunden bei Mobilfunknutzung)            | 10 Stunden (gegebenenfalls 9 Stunden bei Mobilfunknutzung)            | 10 Stunden (gegebenenfalls 9 Stunden bei Mobilfunknutzung)            | 10 Stunden (gegebenenfalls 9 Stunden bei Mobilfunknutzung)                         | 10 Stunden (gegebenenfalls 9 Stunden bei Mobilfunknutzung)                         |
| Akkukapazität                    | Akkukapazität                    | 36,59 Wh 9720 mAh, 3,76 Volt                                          | 28,79 Wh 7540 mAh, 3,81 Volt                                          | 28,65 Wh 7538 mAh, 3,8 Volt                                           | 40,33 Wh 10533 mAh, 3,82 Volt                                         | 28,65 Wh 7538 mAh, 3,8 Volt                                           | 40,88 Wh 10872 mAh, 3,76 Volt                                         | 31,29 Wh 8160 mAh, 3,83 Volt                                                       | 38,99 Wh                                                                           |
| Gewicht                          | Gewicht                          | 641 g (Wi-Fi) 643 g (Wi-Fi + 4G)                                      | 471 g (Wi-Fi) 473 g (Wi-Fi + 4G)                                      | 466 g (Wi-Fi) 468 g (Wi-Fi + 5G)                                      | 682 g (Wi-Fi) 684 g (Wi-Fi + 5G)                                      | 466 g (Wi-Fi) 468 g (Wi-Fi + 5G)                                      | 682 g (Wi-Fi) 684 g (Wi-Fi + 5G)                                      | 444 g (Wi-Fi) 446 g (Wi-Fi + 5G)                                                   | 579 g (Wi-Fi) 582 g (Wi-Fi + 5G)                                                   |
| Abmessungen (H×B×T)              | Abmessungen (H×B×T)              | 280,6 × 214,9 × 5,9 mm                                                | 247,6 × 178,5 × 5,9 mm                                                | 247,6 × 178,5 × 5,9 mm                                                | 280,6 × 214,9 × 6,4 mm                                                | 247,6 × 178,5 × 5,9 mm                                                | 280,6 × 214,9 × 6,4 mm                                                | 249,7 × 177,5 × 5,3 mm                                                             | 281,6 × 215,5 × 5,1 mm                                                             |
| Bildschirmgröße                  | Bildschirmgröße                  | 32,77 cm (12,9 Zoll)                                                  | 27,96 cm (11 Zoll)                                                    | 27,96 cm (11 Zoll)                                                    | 32,77 cm (12,9 Zoll)                                                  | 27,96 cm (11 Zoll)                                                    | 32,77 cm (12,9 Zoll)                                                  | 27,94 cm (11 Zoll)                                                                 | 33,02 cm (13 Zoll)                                                                 |
| Bildschirmauflösung              | Bildschirmauflösung              | 2732 × 2048 Pixel, 264 ppi (Liquid-Retina-Display), 120 Hz            | 2388 × 1668 Pixel, 264 ppi (Liquid-Retina-Display), 120 Hz            | 2388 × 1668 Pixel, 264 ppi (Liquid-Retina-Display), 120 Hz            | 2732 × 2048 Pixel, 264 ppi (Liquid-Retina-XDR-Display), 120 Hz        | 2388 × 1668 Pixel, 264 ppi (Liquid-Retina-Display), 120 Hz            | 2732 × 2048 Pixel, 264 ppi (Liquid-Retina-XDR-Display), 120 Hz        | 2420 × 1668 Pixel, 264 ppi (Ultra Retina XDR Display), 120 Hz                      | 2752 × 2064 Pixel, 264 ppi (Ultra Retina XDR Display), 120 Hz                      |
| Aktuelles Betriebssystem         | Aktuelles Betriebssystem         | iPadOS 18.5                                                           | iPadOS 18.5                                                           | iPadOS 18.5                                                           | iPadOS 18.5                                                           | iPadOS 18.5                                                           | iPadOS 18.5                                                           | iPadOS 18.5                                                                        | iPadOS 18.5                                                                        |
| Kamera                           | hinten                           | Weitwinkel: 12 MP ƒ/1.8 Ultraweitwinkel: 10 MP ƒ/2.4 Video: 4K 60 fps | Weitwinkel: 12 MP ƒ/1.8 Ultraweitwinkel: 10 MP ƒ/2.4 Video: 4K 60 fps | Weitwinkel: 12 MP ƒ/1.8 Ultraweitwinkel: 10 MP ƒ/2.4 Video: 4K 60 fps | Weitwinkel: 12 MP ƒ/1.8 Ultraweitwinkel: 10 MP ƒ/2.4 Video: 4K 60 fps | Weitwinkel: 12 MP ƒ/1.8 Ultraweitwinkel: 10 MP ƒ/2.4 Video: 4K 60 fps | Weitwinkel: 12 MP ƒ/1.8 Ultraweitwinkel: 10 MP ƒ/2.4 Video: 4K 60 fps | Foto: 12 MP ƒ/1.8 (Weitwinkel) Video: 4K 60 fps                                    | Foto: 12 MP ƒ/1.8 (Weitwinkel) Video: 4K 60 fps                                    |
| Kamera                           | vorn                             | Foto: 7 MP ƒ/2.2 Video: 1080p 60 fps                                  | Foto: 7 MP ƒ/2.2 Video: 1080p 60 fps                                  | Foto: 12 MP ƒ/2.4 Video: 1080p 60 fps                                 | Foto: 12 MP ƒ/2.4 Video: 1080p 60 fps                                 | Foto: 12 MP ƒ/2.4 Video: 1080p 60 fps                                 | Foto: 12 MP ƒ/2.4 Video: 1080p 60 fps                                 | Foto: 12 MP ƒ/2.0 (Ultraweitwinkel) Video: 1080p 60 fps                            | Foto: 12 MP ƒ/2.0 (Ultraweitwinkel) Video: 1080p 60 fps                            |
| System- on-a-Chip                | SoC- Bezeichnung                 | Apple A12Z Bionic TSMC: APL1083                                       | Apple A12Z Bionic TSMC: APL1083                                       | Apple M1                                                              | Apple M1                                                              | Apple M2                                                              | Apple M2                                                              | Apple M4                                                                           | Apple M4                                                                           |
| System- on-a-Chip                | RAM                              | 6 GB LPDDR4X                                                          | 6 GB LPDDR4X                                                          | 8 oder 16 GB (beim 1- bzw. 2-TB-Modell) LPDDR4X                       | 8 oder 16 GB (beim 1- bzw. 2-TB-Modell) LPDDR4X                       | 8 oder 16 GB (beim 1- bzw. 2-TB-Modell) LPDDR5                        | 8 oder 16 GB (beim 1- bzw. 2-TB-Modell) LPDDR5                        | 8 oder 16 GB (beim 1- bzw. 2-TB-Modell) LPDDR5X                                    | 8 oder 16 GB (beim 1- bzw. 2-TB-Modell) LPDDR5X                                    |
| System- on-a-Chip                | Prozessor                        | Apple Vortex + Tempest (4 × 2,50 GHz + 4 × 1,59 GHz, 7nm)             | Apple Vortex + Tempest (4 × 2,50 GHz + 4 × 1,59 GHz, 7nm)             | Apple Firestorm + Icestorm (4 × 3,2 GHz + 4 × 2,06 GHz, 5nm)          | Apple Firestorm + Icestorm (4 × 3,2 GHz + 4 × 2,06 GHz, 5nm)          | Apple Avalanche + Efficiency (4 × 3,49 GHz + 4 × 2,4 GHz, 5nm)        | Apple Avalanche + Efficiency (4 × 3,49 GHz + 4 × 2,4 GHz, 5nm)        | Apple Performance + Efficiency (3 bzw. 4 (1TB & 2TB) × 4,4 GHz + 6 × 2,9 GHz, 3nm) | Apple Performance + Efficiency (3 bzw. 4 (1TB & 2TB) × 4,4 GHz + 6 × 2,9 GHz, 3nm) |
| System- on-a-Chip                | Grafikprozessor                  | Apple Octa-Core-GPU                                                   | Apple Octa-Core-GPU                                                   | Apple 8-Core-GPU                                                      | Apple 8-Core-GPU                                                      | Apple 10-Core-GPU                                                     | Apple 10-Core-GPU                                                     | Apple 10-Core-GPU                                                                  | Apple 10-Core-GPU                                                                  |
| Konnektivität                    | WLAN + Bluetooth-Chip            |                                                                       |                                                                       |                                                                       |                                                                       |                                                                       |                                                                       |                                                                                    |                                                                                    |
| Konnektivität                    | WLAN                             | 802.11ax (Wi-Fi 6) + MIMO                                             | 802.11ax (Wi-Fi 6) + MIMO                                             | 802.11ax (Wi-Fi 6) + MIMO                                             | 802.11ax (Wi-Fi 6) + MIMO                                             | 802.11ax (Wi-Fi 6E) + MIMO                                            | 802.11ax (Wi-Fi 6E) + MIMO                                            | 802.11ax (Wi-Fi 6E) + MIMO                                                         | 802.11ax (Wi-Fi 6E) + MIMO                                                         |
| Konnektivität                    | Bluetooth                        | Bluetooth 5.0                                                         | Bluetooth 5.0                                                         | Bluetooth 5.0                                                         | Bluetooth 5.0                                                         | Bluetooth 5.3                                                         | Bluetooth 5.3                                                         | Bluetooth 5.3                                                                      | Bluetooth 5.3                                                                      |
| Konnektivität                    | Modem                            | Intel PMB9960                                                         | Intel PMB9960                                                         |                                                                       |                                                                       |                                                                       |                                                                       |                                                                                    |                                                                                    |
| (nur Cellular-Modelle)           | 2G                               | GSM/EDGE (850, 900, 1800, 1900 MHz)                                   | GSM/EDGE (850, 900, 1800, 1900 MHz)                                   | GSM/EDGE (850, 900, 1800, 1900 MHz)                                   | GSM/EDGE (850, 900, 1800, 1900 MHz)                                   | —                                                                     | —                                                                     | —                                                                                  | —                                                                                  |
| (nur Cellular-Modelle)           | 3G                               | UMTS/HSPA/HSPA+/DC‑HSDPA (850, 900, 1700/2100, 1900, 2100 MHz)        | UMTS/HSPA/HSPA+/DC‑HSDPA (850, 900, 1700/2100, 1900, 2100 MHz)        | UMTS/HSPA/HSPA+/DC‑HSDPA (850, 900, 1700/2100, 1900, 2100 MHz)        | UMTS/HSPA/HSPA+/DC‑HSDPA (850, 900, 1700/2100, 1900, 2100 MHz)        | UMTS/HSPA/HSPA+/DC‑HSDPA (850, 900, 1700/2100, 1900, 2100 MHz)        | UMTS/HSPA/HSPA+/DC‑HSDPA (850, 900, 1700/2100, 1900, 2100 MHz)        | UMTS/HSPA/HSPA+/DC‑HSDPA (850, 900, 1700/2100, 1900, 2100 MHz)                     | UMTS/HSPA/HSPA+/DC‑HSDPA (850, 900, 1700/2100, 1900, 2100 MHz)                     |
| (nur Cellular-Modelle)           | 4G                               | LTE+                                                                  | LTE+                                                                  | LTE+                                                                  | LTE+                                                                  | LTE+                                                                  | LTE+                                                                  | LTE+                                                                               | LTE+                                                                               |
| (nur Cellular-Modelle)           | 5G                               | —                                                                     | —                                                                     | 5G                                                                    | 5G                                                                    | 5G                                                                    | 5G                                                                    | 5G                                                                                 | 5G                                                                                 |
| Anschlüsse                       | Anschlüsse                       | USB-C (10 Gbit/s), Smart Connector                                    | USB-C (10 Gbit/s), Smart Connector                                    | USB-C (40 Gbit/s), Smart Connector                                    | USB-C (40 Gbit/s), Smart Connector                                    | USB-C (40 Gbit/s), Smart Connector                                    | USB-C (40 Gbit/s), Smart Connector                                    | USB-C (40 Gbit/s), Smart Connector                                                 | USB-C (40 Gbit/s), Smart Connector                                                 |
| Lautsprecher                     | Lautsprecher                     | Stereo (4 Lautsprecher)                                               | Stereo (4 Lautsprecher)                                               | Stereo (4 Lautsprecher)                                               | Stereo (4 Lautsprecher)                                               | Stereo (4 Lautsprecher)                                               | Stereo (4 Lautsprecher)                                               | Stereo (4 Lautsprecher)                                                            | Stereo (4 Lautsprecher)                                                            |
| Mikrofon                         | Mikrofon                         | 5 Mikrofone                                                           | 5 Mikrofone                                                           | 5 Mikrofone                                                           | 5 Mikrofone                                                           | 5 Mikrofone                                                           | 5 Mikrofone                                                           | 4 Mikrofone                                                                        | 4 Mikrofone                                                                        |
| Sensoren                         | Sensoren                         | 3-Achsen-Gyrosensor                                                   | 3-Achsen-Gyrosensor                                                   | 3-Achsen-Gyrosensor                                                   | 3-Achsen-Gyrosensor                                                   | 3-Achsen-Gyrosensor                                                   | 3-Achsen-Gyrosensor                                                   | 3-Achsen-Gyrosensor                                                                | 3-Achsen-Gyrosensor                                                                |
| Sensoren                         | Sensoren                         | Beschleunigungssensor                                                 |                                                                       |                                                                       |                                                                       |                                                                       |                                                                       |                                                                                    |                                                                                    |
| Sensoren                         | Sensoren                         | Umgebungslichtsensor                                                  |                                                                       |                                                                       |                                                                       |                                                                       |                                                                       |                                                                                    |                                                                                    |
| Sensoren                         | Sensoren                         | Barometer                                                             |                                                                       |                                                                       |                                                                       |                                                                       |                                                                       |                                                                                    |                                                                                    |
| Sensoren                         | Sensoren                         | Face ID                                                               |                                                                       |                                                                       |                                                                       |                                                                       |                                                                       |                                                                                    |                                                                                    |
| Sensoren                         | Sensoren                         | Apple Pencil 2. Generation                                            | Apple Pencil 2. Generation                                            | Apple Pencil 2. Generation                                            | Apple Pencil 2. Generation                                            | Apple Pencil 2. Generation                                            | Apple Pencil 2. Generation                                            | Apple Pencil Pro und Apple Pencil (USB‑C)                                          | Apple Pencil Pro und Apple Pencil (USB‑C)                                          |
| Sensoren                         | Sensoren                         | LiDAR-Scanner                                                         |                                                                       |                                                                       |                                                                       |                                                                       |                                                                       |                                                                                    |                                                                                    |
| Verkaufsbezeichnung (Einführung) | Verkaufsbezeichnung (Einführung) | iPad Pro 12,9″ (4. Generation) (März 2020)                            | iPad Pro 11″ (2. Generation) (März 2020)                              | iPad Pro 11″ (3. Generation) (April 2021)                             | iPad Pro 12,9″ (5. Generation) (April 2021)                           | iPad Pro 11″ (4. Generation) (Oktober 2022)                           | iPad Pro 12,9″ (6. Generation) (Oktober 2022)                         | iPad Pro 11″ (5. Generation) (Mai 2024)                                            | iPad Pro 13″ (Mai 2024)                                                            |

1. ↑  Unterstützt kein LTE in Europa.
2. 1 2  Unterstützt LTE der Frequenz 1,8 GHz (z. B. Schweiz, Ungarn, Luxemburg, Skandinavien, in Deutschland die Deutsche Telekom).
3. 1 2 3 4 5  Unterstützt LTE auf in Europa gängigen Frequenzen.

## Bedienung
Wie bei Tablets üblich, gibt es beim iPad kein Zeigegerät, das einen Mauszeiger über den Bildschirm bewegt. Die Bedienung erfolgt mit den Fingern des Nutzers, die dabei mit Multi-Touch-Gesten unterschiedliche Funktionen auslösen können. Alle Gesten des iPhones funktionieren auch beim iPad. Zusätzlich wurden weitere Gesten eingeführt. Beispielsweise lässt sich mittels einer Spreiz-Geste eine Vorschau eines Fotostapels öffnen. Außerdem ist es mit der Installation von iOS 5.0 auf dem iPad 2 sowie mit iOS 5.0.1 auf dem iPad 1 möglich, zusätzliche Multitouchgesten auszuführen. Diese wechseln zwischen Programmen und schieben Programme in den Hintergrund, ohne dass der Home-Button verwendet werden muss; sie werden mit vier bis fünf Fingern ausgeführt. Wie beim iPhone und iPod touch ist auch beim iPad die Bedienung mit einem herkömmlichen Stift, beispielsweise einem Stylus oder Kugelschreiber, aufgrund des kapazitiven Touchscreens nicht möglich. Einige Anbieter bieten spezielle Bedienstifte an, die Fingerberührungen simulieren. Diese sind hilfreich, wenn man beispielsweise Handschuhe trägt und so die Finger nicht auf dem Touchscreen verwenden kann. Außerdem bietet Apple seit September 2015 eine eigene Stiftlösung an. Seit März 2020 unterstützen iPads mit iPadOS 13.4 und neuer die Bedienung mit Maus und Trackpads.
Eine virtuelle, an die Anforderungen des Programms angepasste Tastatur wird – wenn nötig – am jeweils unteren Bildschirmrand eingeblendet. Stattdessen kann eine externe Tastatur über Bluetooth oder ein Keyboard-Dock angeschlossen werden. Dafür bietet Apple ein Dock mit Tastatur an, die dem Layout der Apple-Bluetooth-Tastatur Aluminium von 2008 entspricht.
Alle wichtigen Programme des Gerätes können sowohl in vertikaler als auch horizontaler Orientierung des Bildschirms bedient werden; der eingebaute Bewegungssensor erkennt die räumliche Lage und dreht das Bild entsprechend.

## Software
Seit Herbst 2019 wird bei allen iPad-Modellen Apples iPadOS als Betriebssystem verwendet.
Zusätzlich zu den bereits integrierten Programmen (sogenannte „Apps“) können nur Apps aus dem App Store und Web Apps, also in HTML und JavaScript geschriebene Programme, installiert werden. Alle diese im App Store für iOS vorhandenen Programme können auf dem iPad verwendet werden. Apps, die nur für iPhone und iPod touch entwickelt wurden, können ebenfalls verwendet werden, dabei kann das Bild hochskaliert werden, um den Bildschirm besser auszunutzen. Von Apple selbst gibt es die einzelnen Office-Anwendungen der iWork-Familie als spezielle, an die Multi-Touch-Bedienung des iPad angepasste Versionen. Die iLife-Programme iMovie, GarageBand und iPhoto hat Apple ebenfalls in Versionen für die Touch-Bedienung des iPad umgesetzt. Die iBooks-App, mit der E-Books gekauft und angezeigt werden können, ist nicht im Lieferumfang enthalten, kann aber kostenlos aus dem App-Store heruntergeladen werden. Mit dem iBookstore versucht Apple, auch in den E-Book-Markt vorzudringen. Dafür hat Apple mit fünf amerikanischen Verlagen Verträge abgeschlossen.
Auch als Wiedergabemedium für elektronische Zeitungen und Zeitschriften versucht Apple, das iPad zu etablieren – mit wachsendem Erfolg. Zahlreiche Zeitschriften und Zeitungen wurden als E-Book für das iPad verfügbar gemacht. Im Februar 2011 präsentierte Rupert Murdoch gemeinsam mit Apple The Daily, die weltweit erste exklusiv für das iPad entwickelte Tageszeitung. Auf der Präsentation des iPad 2 teilte Steve Jobs mit, dass von den rund 350.000 Apps des App Stores über 65.000 speziell für das iPad erstellt wurden. Am 11. Juni 2012 vermeldete Apple 225.000 speziell für das iPad erstellte Apps.
Apples Entwicklungsumgebung Xcode unterstützt das iPad ab der Version 3.2.2. Xcode enthält ab dieser Version auch einen iPad-Simulator und das dazugehörige SDK. Für die Entwicklung wird ein Mac-Rechner mit Mac OS X ab Version 10.6.2 benötigt. Zum Testen der Programme auf dem iPad und um Software im App Store anbieten zu können, ist eine kostenpflichtige Mitgliedschaft am iOS Developer Program notwendig. Bei einer Mitgliedschaft im iPhone Developer University Program ist das Testen kostenfrei.
Das Betriebssystem des iPad ist multitaskingfähig und kann dadurch sowohl mehrere Anwendungen parallel ausführen als auch zwischen verschiedenen laufenden Anwendungen wechseln. Bis iOS 4.2.1 stellte Apple diese Funktionalität jedoch nur einer geringen Anzahl eigener Anwendungen zur Verfügung. Im November 2010 wurde eine Funktionalität eingeführt, um zwischen mehreren laufenden Anwendungen zu wechseln. Durch eine spezielle Technik (teilweise werden inaktive Anwendungen gestoppt und laufen beim Einblenden oder Eintreffen von Benachrichtigungen weiter) wird der Akku geschont, und der Anwender hat trotzdem das Erlebnis von Multitasking.
Wie auf dem iPhone, steht Adobe Flash auch auf dem iPad nicht zur Verfügung. Steve Jobs begründete den offensiven Verzicht auf Flash mit Programmierfehlern von Adobe, die Systemabstürze verursachen und außerdem die Akkulaufzeit verkürzen.
Das iPad unterstützt DRM, um erworbene Medieninhalte und Anwendungen zu schützen. Daten können vom Computer aus nur über iTunes übertragen werden. Für die Aktivierung ist eine Verbindung mit iTunes oder ein Wi-Fi notwendig.
Das iPad ist als persönliches Gerät konzipiert und bietet keine Möglichkeit zur Verwaltung unterschiedlicher Benutzerkonten; lediglich Einschränkungen können vorgenommen werden (Stichwort Jugendschutz). Weiter greifen alle Nutzer eines iPad auf gemeinsame Daten zu und teilen sich E-Mails, Kalender und weitere Informationen.
Über WLAN werden außerdem folgende drahtlose Schnittstellen unterstützt, die teilweise auch für Zubehörhersteller lizenzierbar sind:
- AirPlay zum direkten Übertragen von Musik, Video oder Bildschirm an ein AirPlay-fähiges Endgerät wie beispielsweise Apple TV oder HiFi-Anlagen (seit iOS 4)
- AirPrint zum direkten Drucken an AirPrint-fähigen Druckern, ohne dazu einen Computer zu benötigen (seit iOS 4)
- Synchronisieren (seit iOS 5)
- AirDrop Zum Austausch von Inhalten mit anderen iOS-Geräten (seit iOS 7)

Weil das iPhone und später auch das iPad restriktiv auf die Dienste und den App Store von Apple festgelegt sind, wodurch sich viele Benutzer regelrecht „im Gefängnis eingesperrt“ fühlen, hat sich der Begriff Jailbreak etabliert für Software, die das „Ausbrechen“ aus dieser Einschränkung ermöglicht.
Apple beendete mit iOS 5.1.1 die Versorgung des ersten iPad mit aktuellen Versionen von iOS weniger als zwei Jahre nach der Produkteinführung. Dies führte dazu, dass einige Apps, die die aktuelle iOS-Version voraussetzten, nicht installiert werden konnten. Seit dem 17. September 2013 ist es möglich, ältere Versionen der Apps zu installieren.
In iOS 5 sind inzwischen Sicherheitslücken bekannt, die unter anderem unberechtigten Systemzugriff ermöglichen.

## Zubehör

### Smart Cover und Smart Case

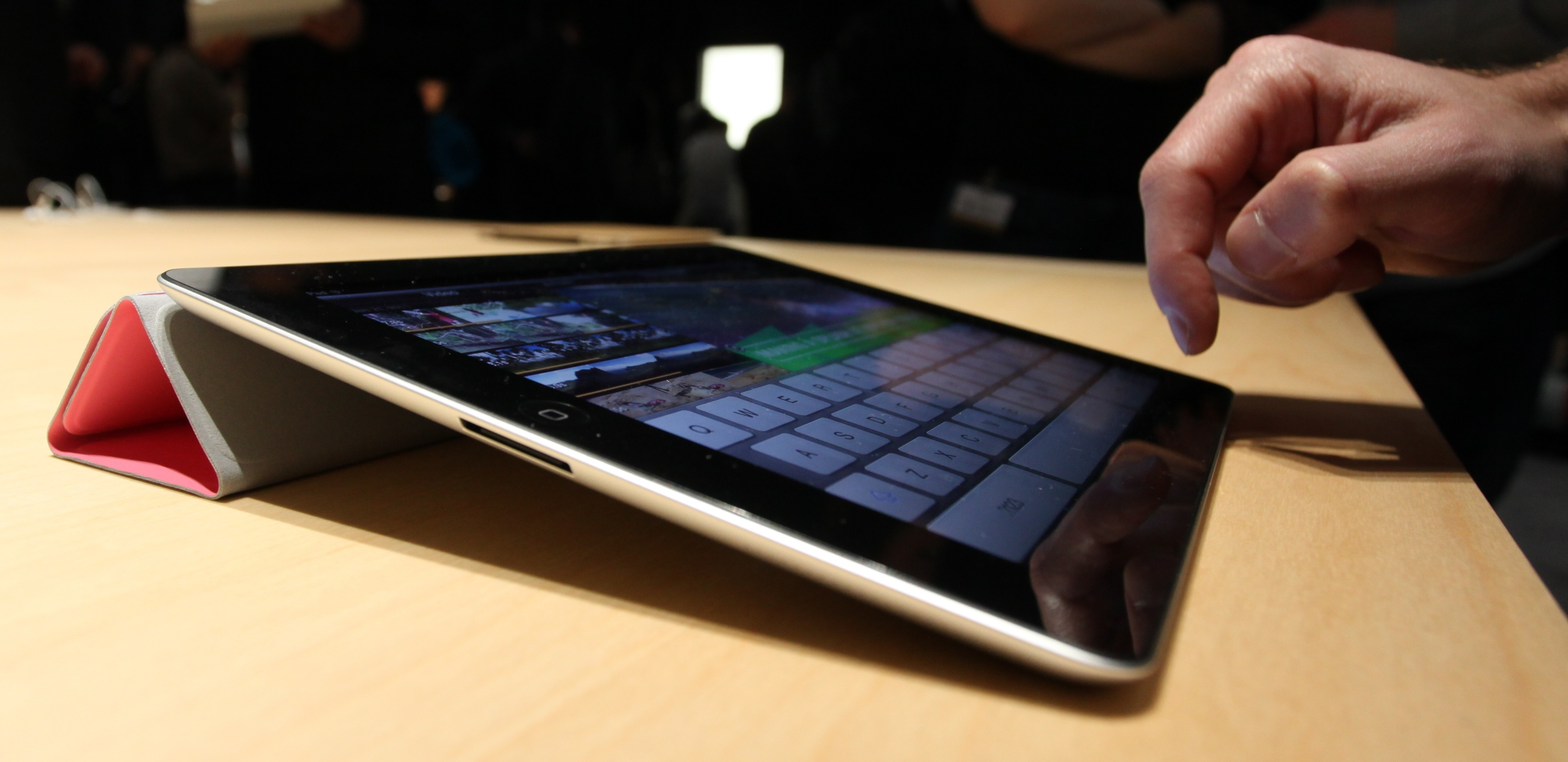
iPad 2 mit Smart Cover

Apple bietet Schutzhüllen in zahlreichen Ausführungen an, die meist aus Polyurethan oder Leder gefertigt sind.
Mit dem iPad 2 wurde das Smart Cover in mehreren Farben eingeführt. Diese Schutzabdeckung wird mit Magneten am Gerät gehalten. Beim Schließen des Covers wird das iPad in den Ruhezustand versetzt und beim Aufklappen wieder aktiviert. Das Cover lässt sich an der Rückseite zu einer Stütze zusammenklappen. Das Smart Case ist eine Weiterentwicklung davon. Es bietet die gleichen Funktionen und schützt zusätzlich die Rückseite des Geräts. Es wird aus Polyurethan gefertigt und in mehreren Farben angeboten.

### Adapter und Kabel
Mit Hilfe von zwei Adaptern, die zusammen als Camera Connection Kit verkauft werden, können Digitalkameras über USB angeschlossen werden oder SD-Cards ausgelesen werden. Je nach Gerät können USB-Sticks über den Adapter oder bei den USB-C-iPads auch direkt angeschlossen werden. Außerdem gibt es das Camera Connection Kit auch für den Lightning-Anschluss der neueren Modelle. Dieses besteht aus getrennt zu erwerbenden Produkten, man kann also nicht mehr den USB- und den SD-Adapter gemeinsam kaufen. Separat erhältlich sind ein Digital AV Adapter (HDMI) und ein VGA-Adapter, mit denen das iPad an einen Monitor oder Beamer angeschlossen werden kann. Hierbei wird der komplette Bildschirminhalt 1:1 mit maximal 1080p übertragen. Für die Produkte mit Lightning-Anschluss gibt es darüber hinaus einen Adapter, der altes Zubehör für den 30-poligen Dock-Connector nutzbar macht.

### Apple Pencil
Für das iPad Pro stellte Apple am 9. September 2015 den Apple Pencil vor, ein aktiver Eingabestift (auch Digitizer, aktiver Stylus), der zum Zeichnen, Schreiben und Malen genutzt werden kann. Der Stylus ist druckempfindlich und neigungswinkelabhängig. So ist zum Beispiel das Zeichnen von stärkeren Linien mit stärkerem Druck sowie von Schattierungen mit entsprechender Neigung des Stiftes möglich. Laut Hersteller bietet der Stift bei vollständig geladenem Akku eine Nutzungszeit von 12 Stunden. Eine Schnellladefunktion ermöglicht bei einer Ladezeit von 15 Sekunden eine erneute Nutzungszeit von 30 Minuten. Der Stift enthält 15 verschiedene Chips.

### Apple Pencil (2. Generation)
Am 30. Oktober 2018 wurde die 2. Generation des Apple Pencil in New York vorgestellt. Der Pencil ist mit den iPad-Modellen 11" iPad Pro und 12,9" iPad Pro (3. Generation und 4. Generation) kompatibel. Der Pencil kann über Magnete am iPad befestigt und geladen werden. Zusätzlich kann er durch ein Doppeltippen am Stift ein Wechsel der aktiven Funktion erfolgen.

## Verkaufszahlen
Apple hat nach eigenen Angaben in den 28 Tagen nach dem Verkaufsstart des ersten iPad am 3. April 2010 eine Million Geräte verkauft. Zu diesem Zeitpunkt war es nur in den USA erhältlich. Binnen weniger als zwei Jahren sank der Marktanteil des iPad auf dem Markt für Tablets laut Strategy Analytics von im dritten Quartal 2011 weltweit 66,6 % auf 28 % im zweiten Quartal 2013.
| Kalenderjahr | 1. Quartal (Jan.–März) | 2. Quartal (Apr.–Juni) | 3. Quartal (Juli–Sep.) | 4. Quartal (Okt.–Dez.) | Summe       |
| ------------ | ---------------------- | ---------------------- | ---------------------- | ---------------------- | ----------- |
| 2010         | –                      | 03.270.000             | 04.188.000             | 07.331.000             | 014.789.000 |
| 2011         | 04.694.000             | 09.246.000             | 11.123.000             | 15.434.000             | 040.497.000 |
| 2012         | 11.798.000             | 17.042.000             | 14.036.000             | 22.860.000             | 065.736.000 |
| 2013         | 19.477.000             | 14.617.000             | 14.079.000             | 26.035.000             | 074.208.000 |
| 2014         | 16.350.000             | 13.276.000             | 12.316.000             | 21.419.000             | 063.361.000 |
| 2015         | 12.623.000             | 10.931.000             | 09.883.000             | 16.122.000             | 049.559.000 |
| 2016         | 10.251.000             | 09.950.000             | 09.267.000             | 13.081.000             | 042.549.000 |
| Summe        |                        |                        |                        |                        | 350.699.000 |

Von den im Jahr 2011 weltweit 40,5 Millionen verkauften iPads wurden allein auf dem US-Markt insgesamt 17,4 Millionen Stück verkauft, was 43 % der weltweiten Verkäufe entspricht.

## Kritik
Zum Erscheinen des ersten iPad wurden die Apps und die lange Akkulaufzeit positiv bewertet, während der geringe Lieferumfang, die fehlende Unterstützung für Adobe Flash, sowie der nicht vorhandene USB-Anschluss bemängelt wurden. Michael Spehr kritisierte in der Frankfurter Allgemeinen Zeitung, dass kein direkter Zugriff auf das Dateisystem möglich ist.
David Pogue von der New York Times wies außerdem darauf hin, dass ein Laptop mehr Features zu einem günstigeren Preis bereitstelle.
Da (ähnlich dem iPhone) der Akku fest verbaut ist und sich nicht austauschen lässt, muss das Gerät bei defektem oder schwächer werdendem Akku repariert werden.

## Sonstiges
Die Schweizerischen Bundesbahnen (SBB) und Apple verständigten sich im Oktober 2012 auf eine Nutzungsgebühr für das Design der Schweizer Bahnhofsuhr als App. Zuvor war Apple vorgeworfen worden, in der Uhren-App unter iOS 6 das Design dieser Bahnhofsuhr ohne Zustimmung übernommen zu haben. Im November 2012 schrieb der Tages-Anzeiger unter Berufung auf verschiedene Quellen, dass das Nutzungsentgelt offenbar rund 20 Millionen Schweizer Franken (2012 rund 16,5 Millionen Euro) betrage.
Am 1. Januar 2016 wurden die Preise für alle Modelle in Deutschland um 8,32 € bzw. 8,33 € angehoben. Grund dafür war die von der Zentralstelle für private Überspielungsrechte erstmals auch für Smartphones und Tablets erhobene Pauschalabgabe nach § 54 Abs. 1 UrhG, welche von Apple direkt an die Kunden weitergegeben wurden.